# Specie di Achillea
Elenco delle 138 specie di Achillea:

## A
- Achillea abrotanoides (Vis.) Vis.
- Achillea absinthoides Halácsy
- Achillea acuminata (Ledeb.) Sch.Bip.
- Achillea adeniae Aytaç & Ekici
- Achillea aegyptiaca L.
- Achillea ageratifolia (Sm.) Benth. & Hook.f.
- Achillea ageratum L.
- Achillea aleppica DC.
- Achillea alexandri-regis Bornm. & Rudsky
- Achillea alimeana Semiz & Uysal
- Achillea alpina L.
- Achillea ambrosiaca (Boiss. & Heldr.) Boiss.
- Achillea apiculata N.I.Orlova
- Achillea arabica Kotschy
- Achillea armenorum Boiss. & Hausskn.
- Achillea asiatica Serg.
- Achillea aspleniifolia Vent.
- Achillea atrata L.
- Achillea aucheri Boiss.

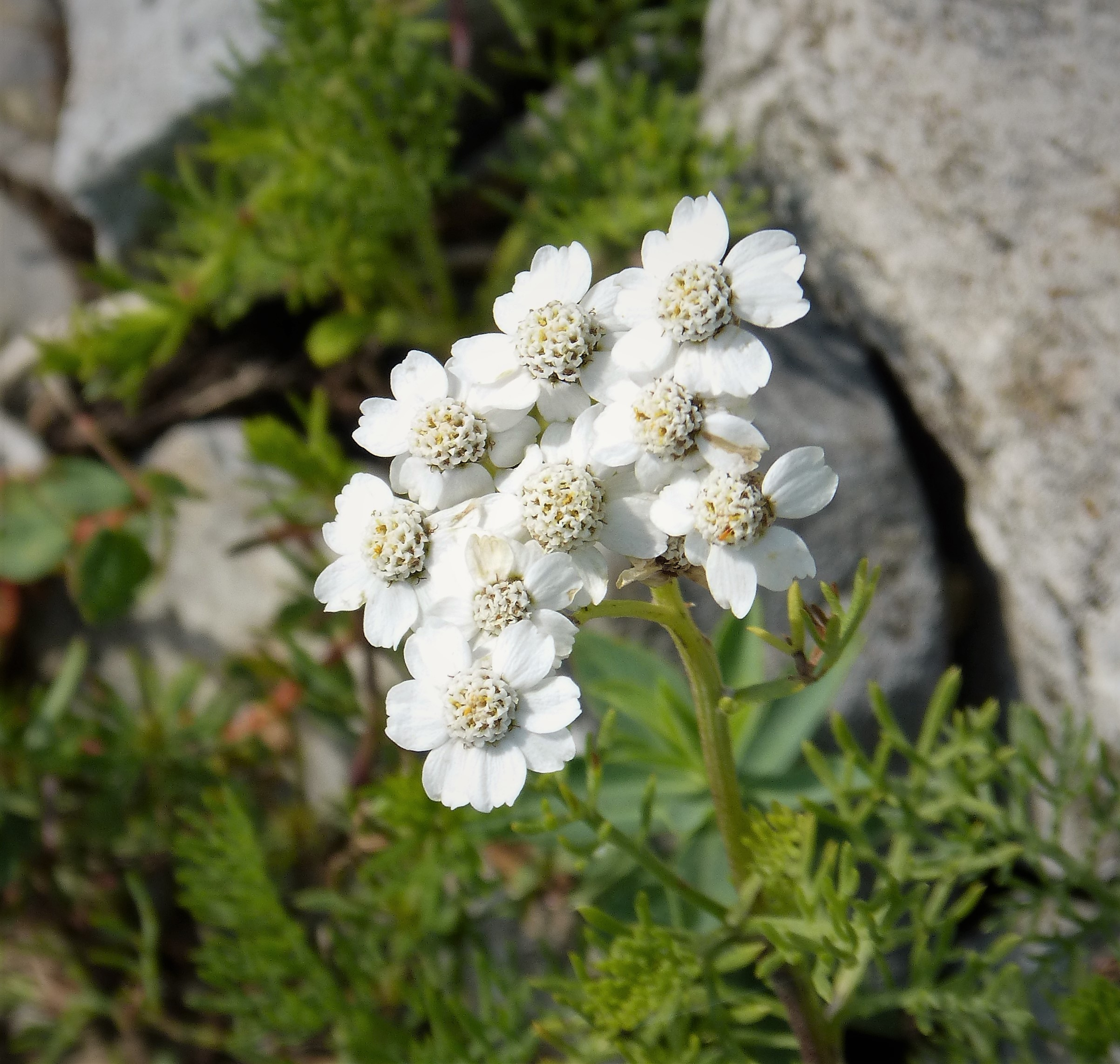
Achillea abrotanoides
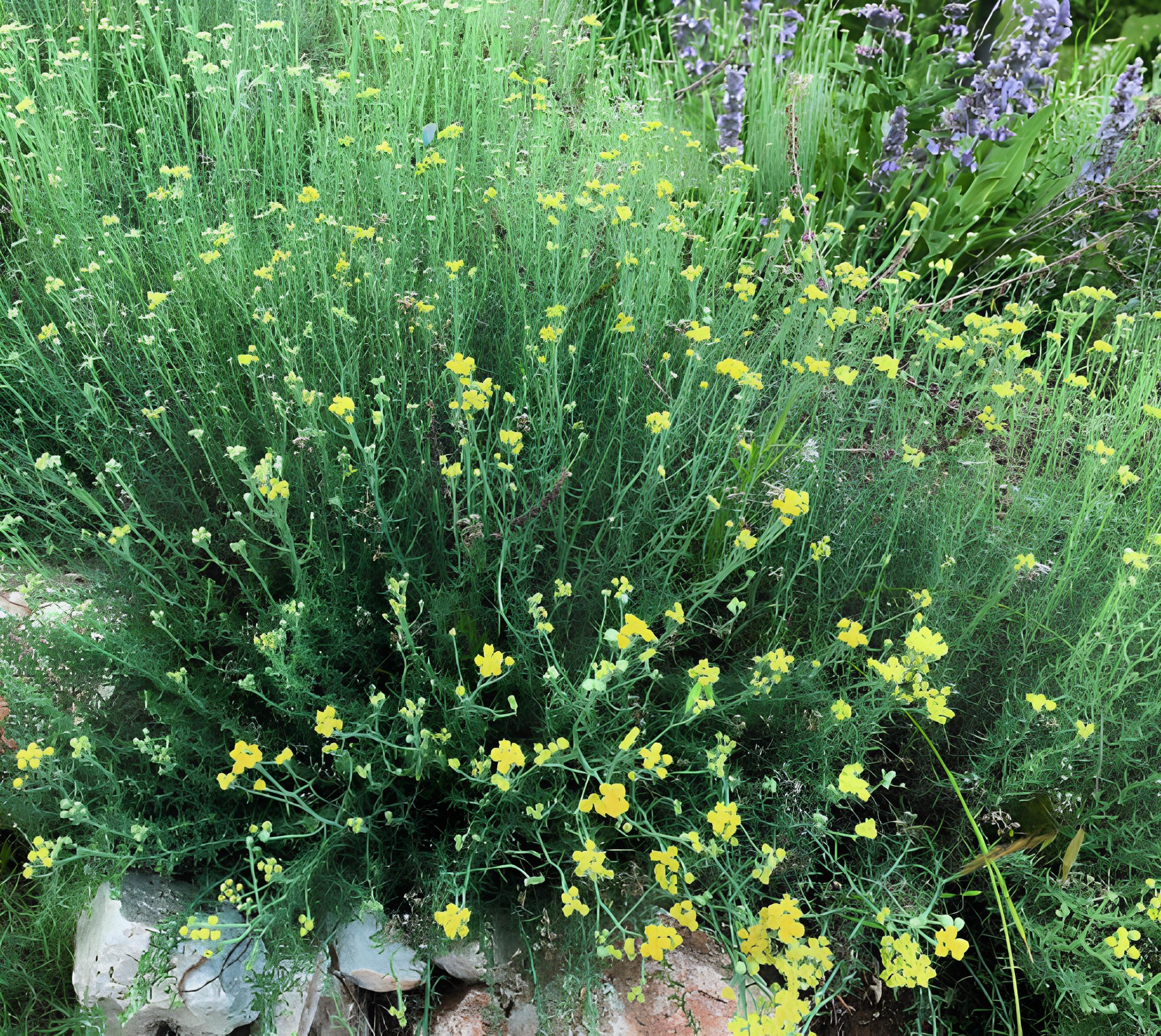
Achillea alimeana
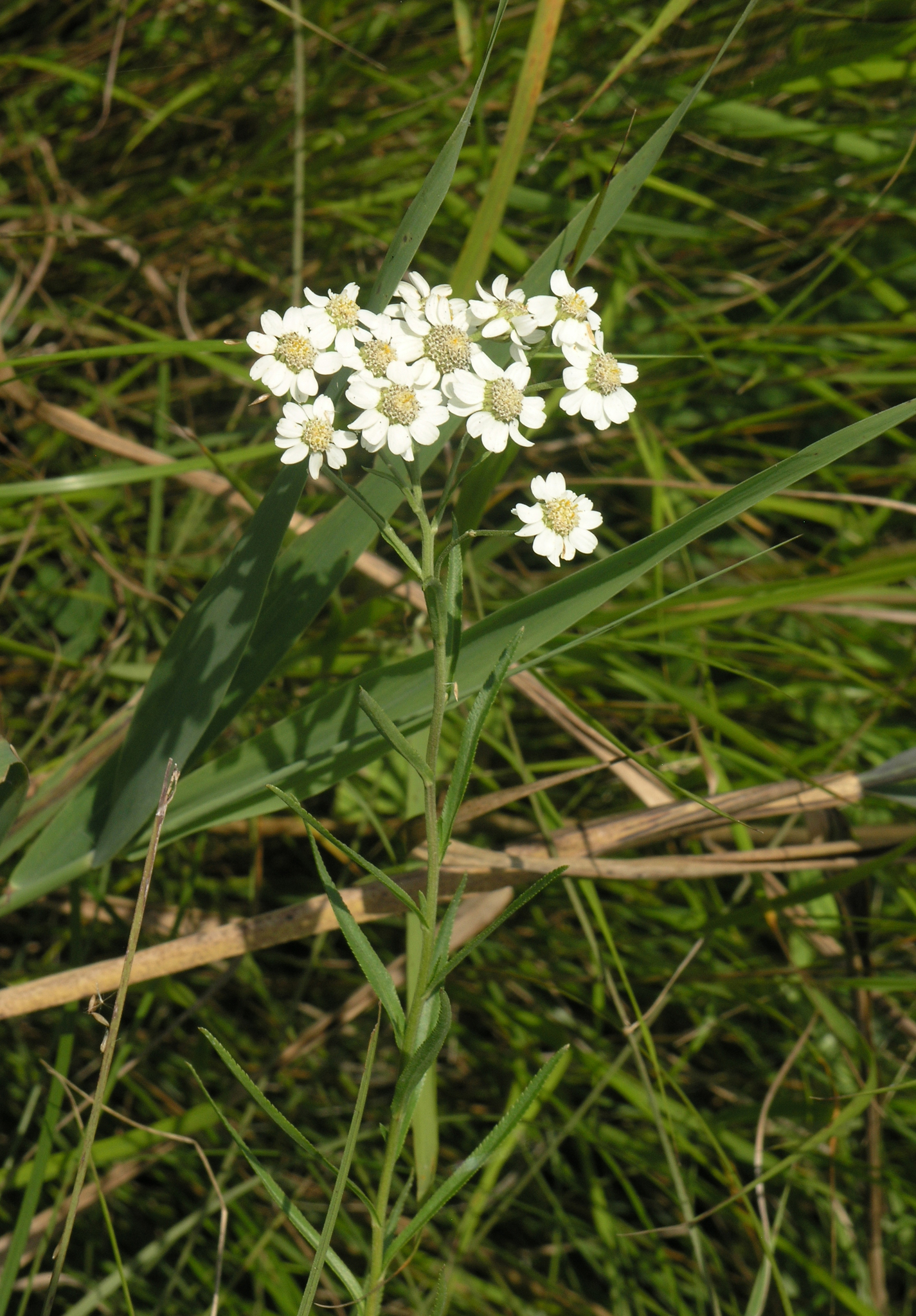
Achillea acuminata
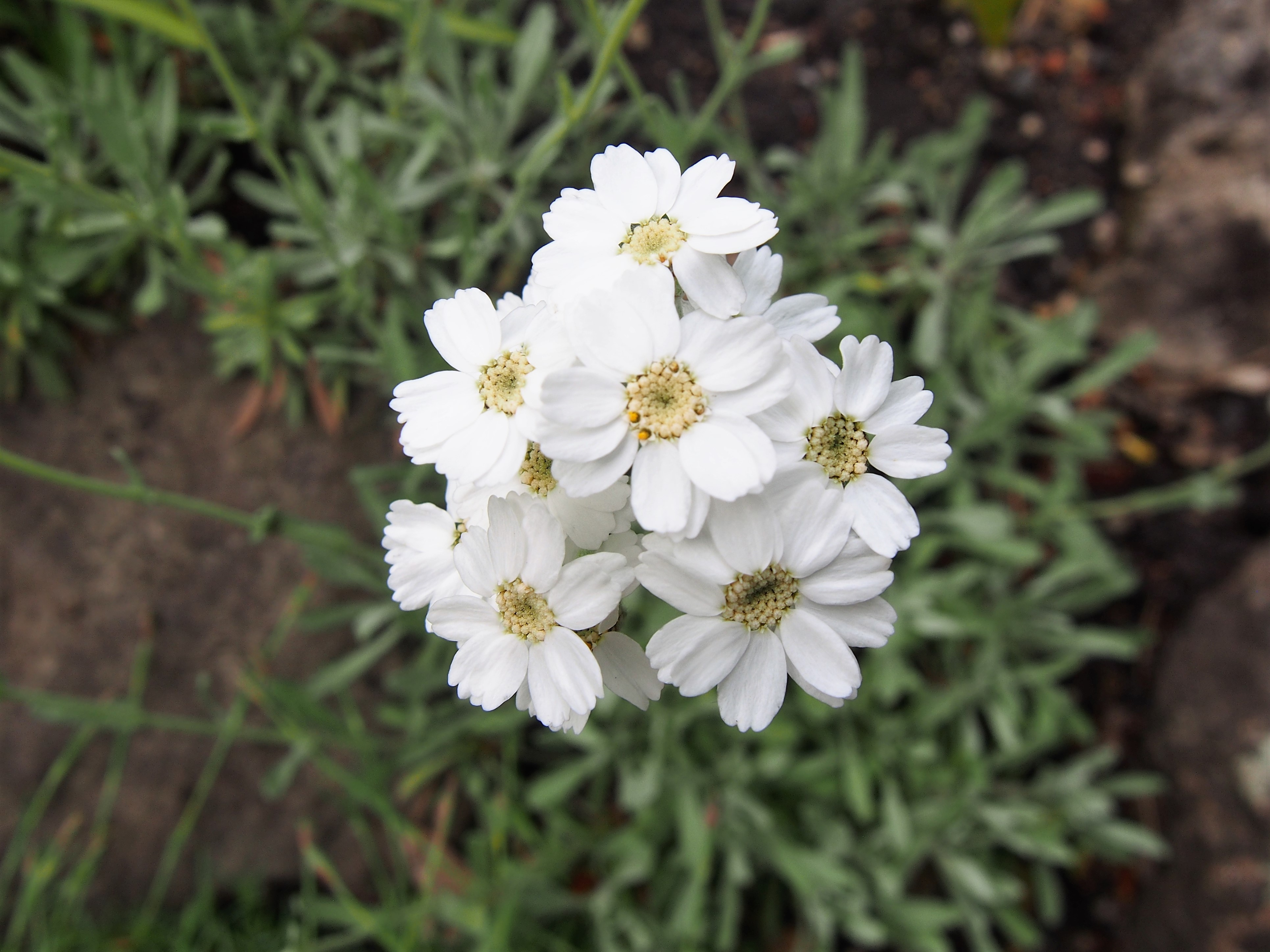
Achillea ageratifolia
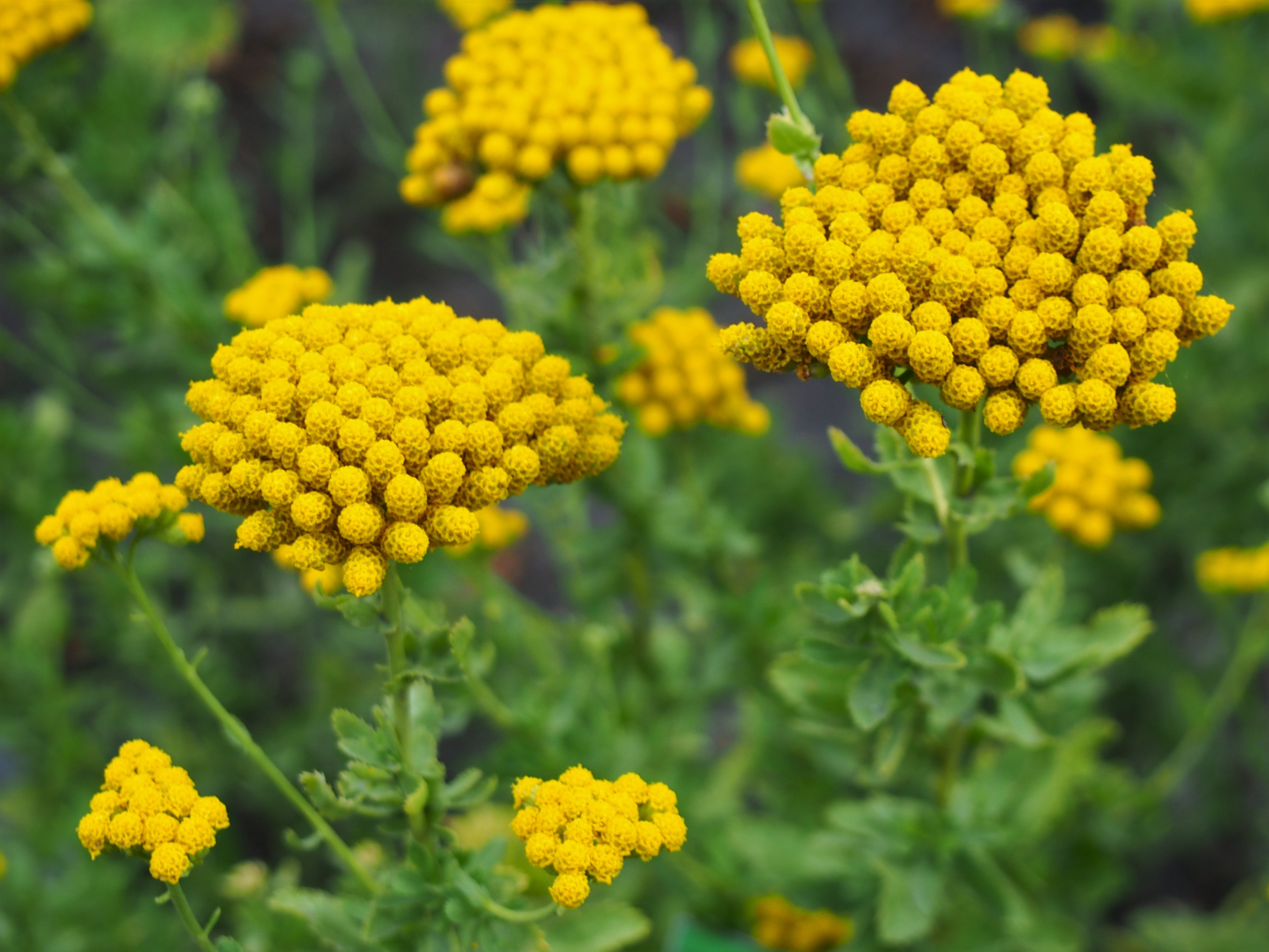
Achillea ageratum
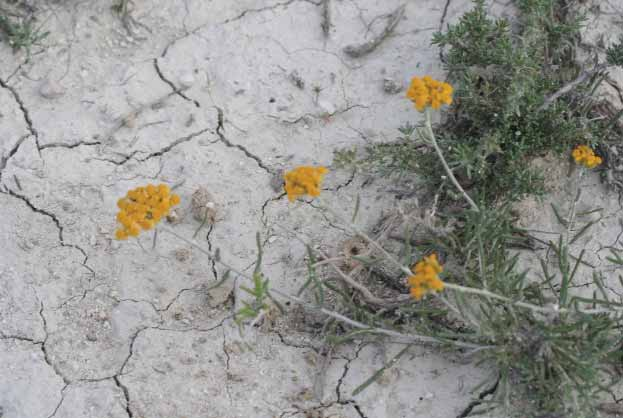
Achillea aleppica
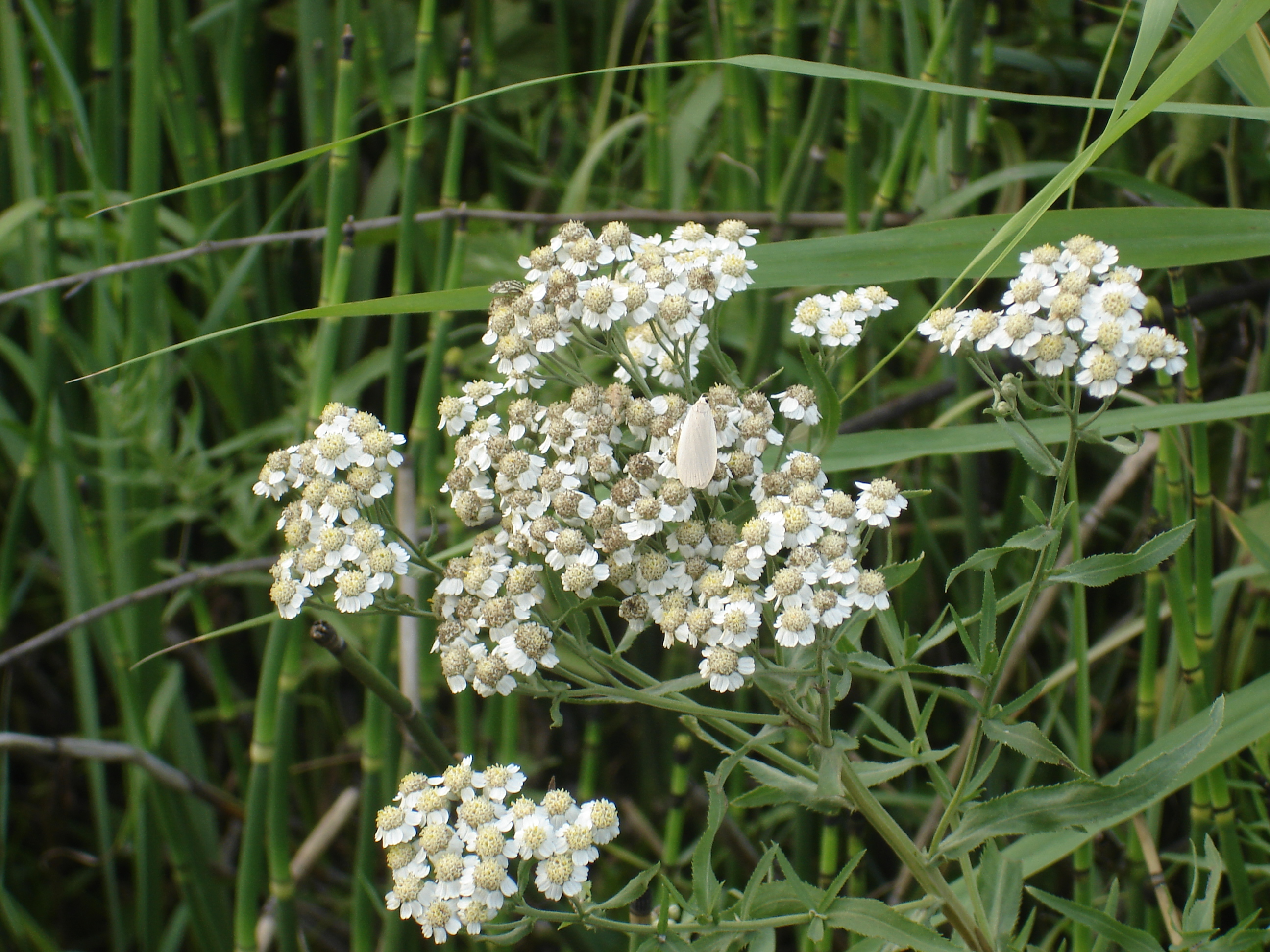
Achillea alpina
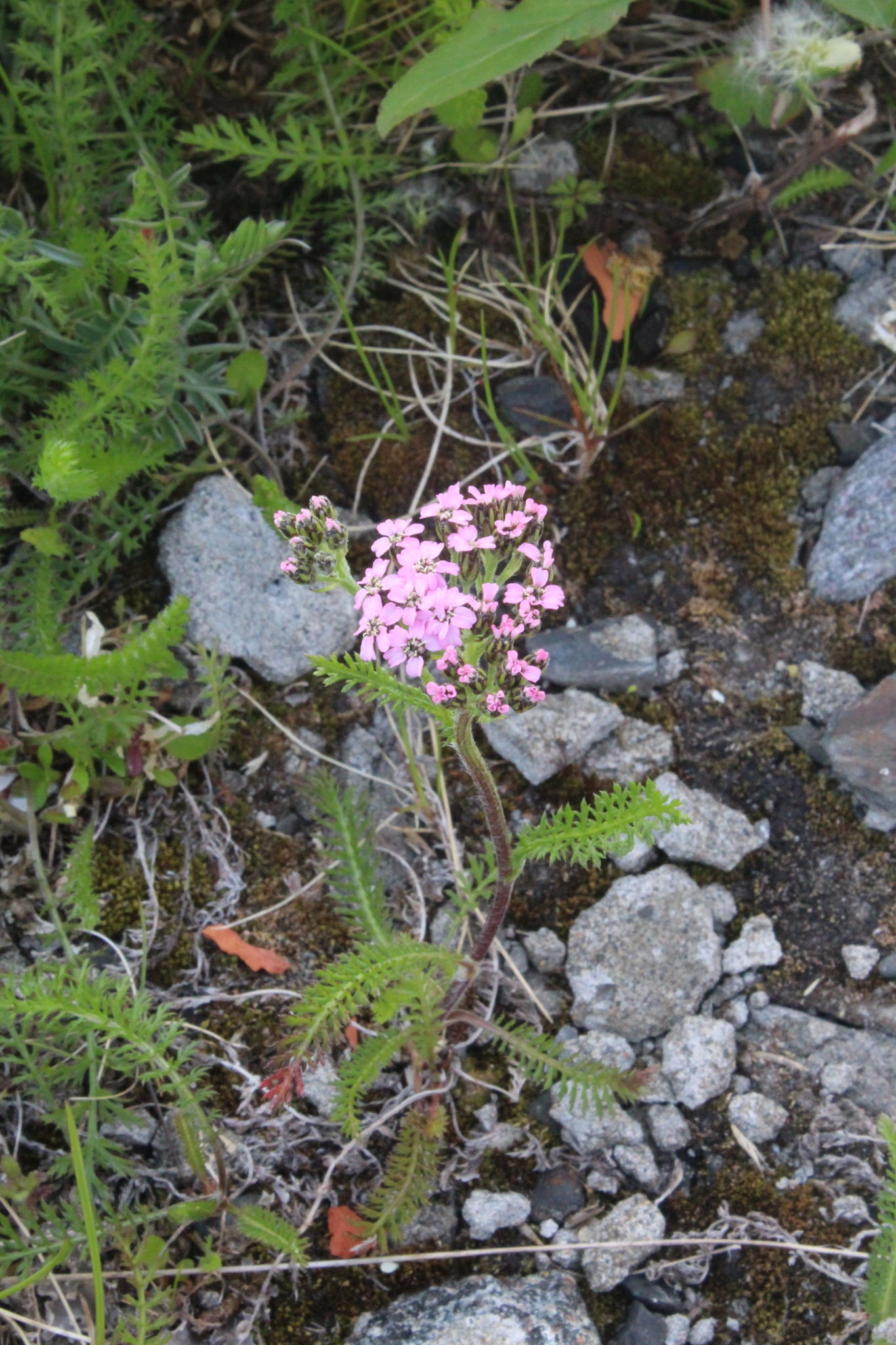
Achillea apiculata
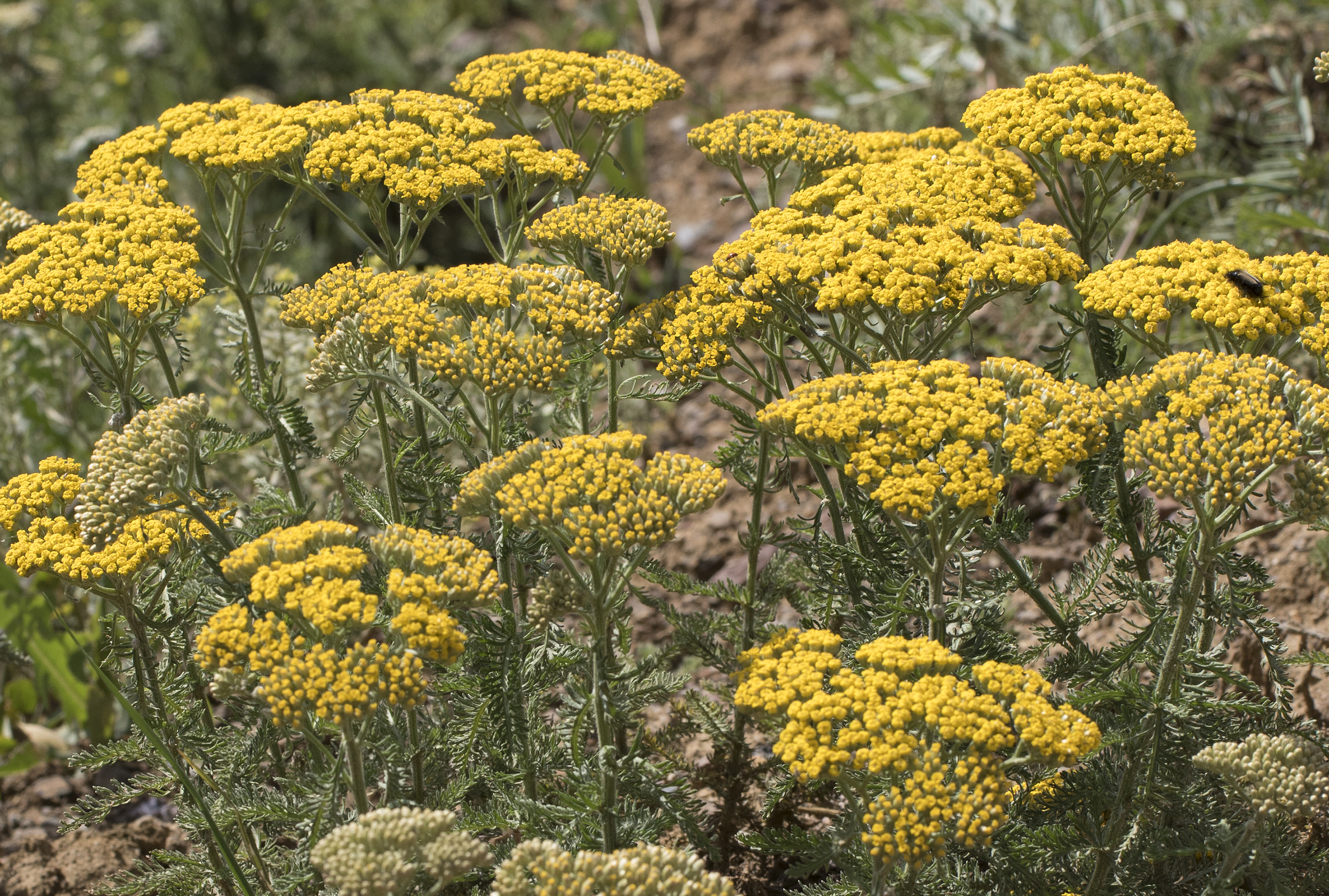
Achillea arabica
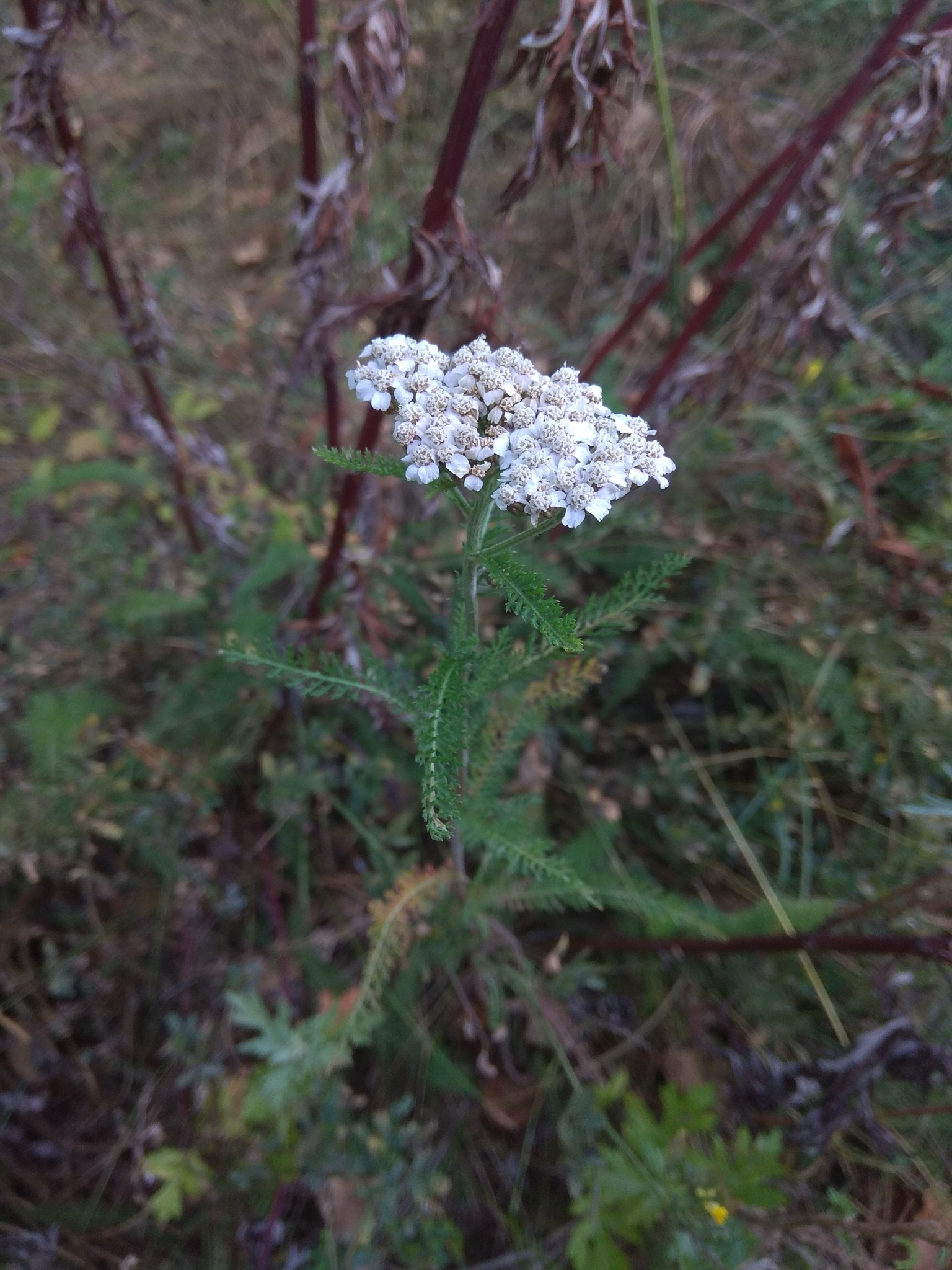
Achillea asiatica
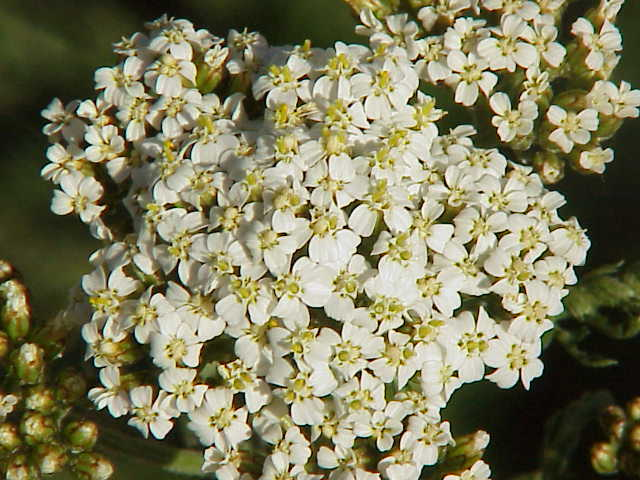
Achillea asplenifolia
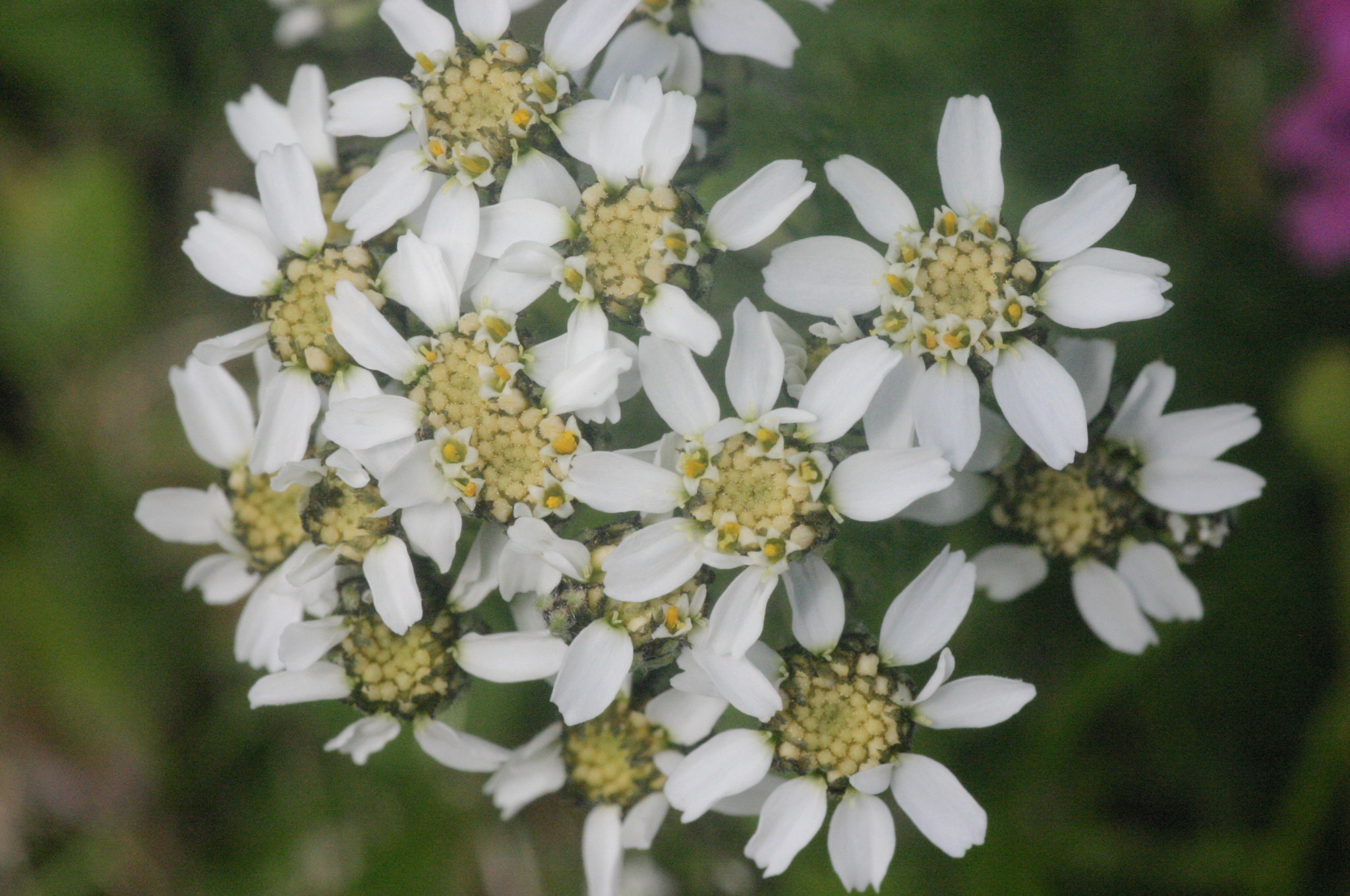
Achillea atrata

## B
- Achillea baldaccii Degen
- Achillea baltae H.Duman & Aytaç
- Achillea barbeyana Heldr. & Heimerl
- Achillea barrelieri (Ten.) Sch.Bip.
- Achillea biserrata M.Bieb.
- Achillea boissieri Hausskn. ex Boiss.
- Achillea brachyphylla Boiss. & Hausskn.
- Achillea bucharica C.Winkl.

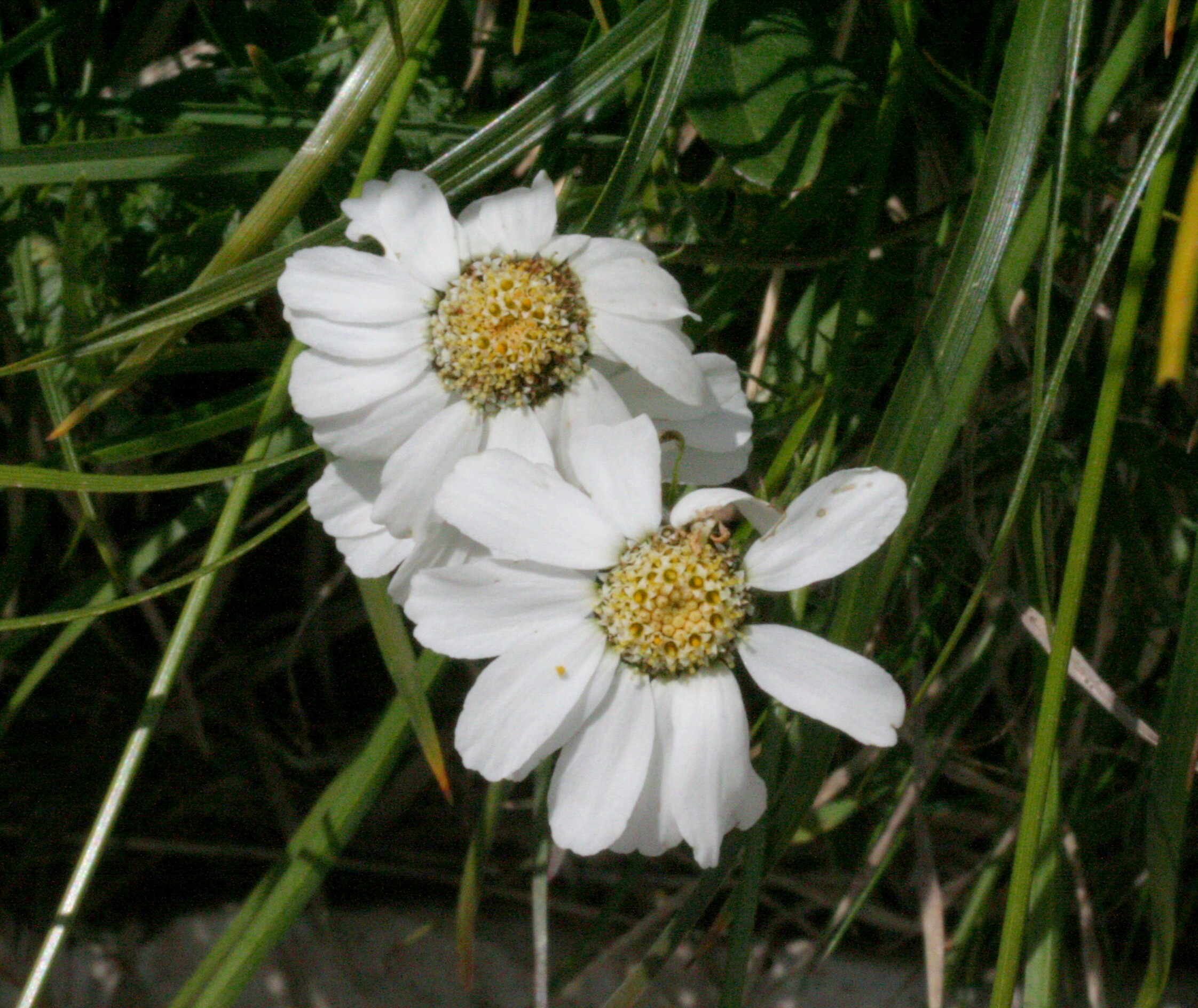
Achillea barrelieri
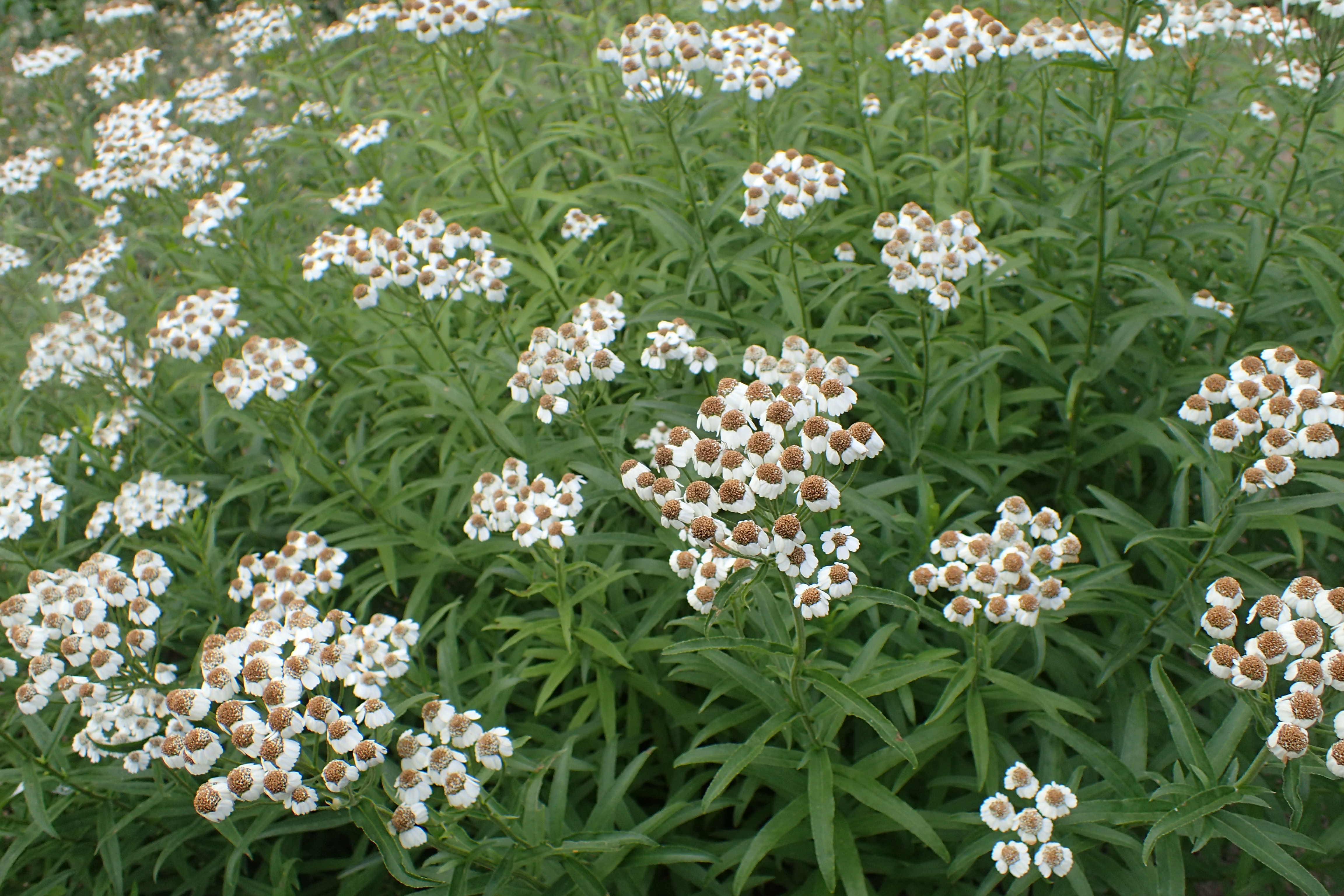
Achillea biserrata

## C
- Achillea callichroa Boiss.
- Achillea cappadocica Hausskn. & Bornm.
- Achillea carpatica Błocki ex Dubovik
- Achillea ceretanica (Sennen) I.Soriano
- Achillea chamaemelifolia Pourr.
- Achillea chrysocoma Friv.
- Achillea clavennae L.
- Achillea clusiana Tausch
- Achillea clypeolata Sm.
- Achillea coarctata Poir.
- Achillea conferta DC.
- Achillea cretica L.
- Achillea crithmifolia Waldst. & Kit.
- Achillea cucullata Bornm.
- Achillea cuneatiloba Boiss. & Buhse
- Achillea cunoraea F.K.Mey.

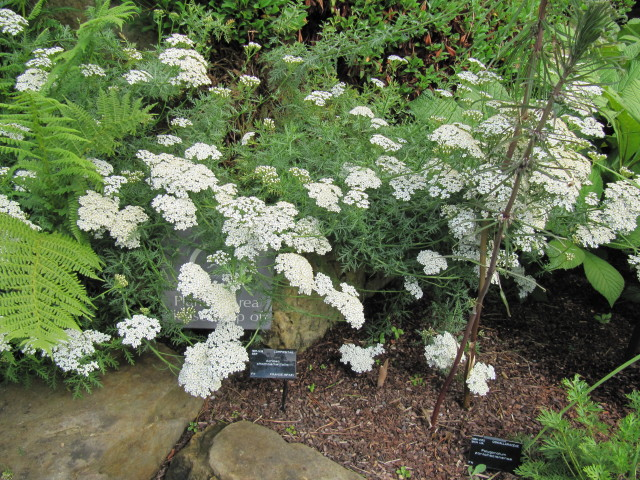
Achillea chamaemelifolia
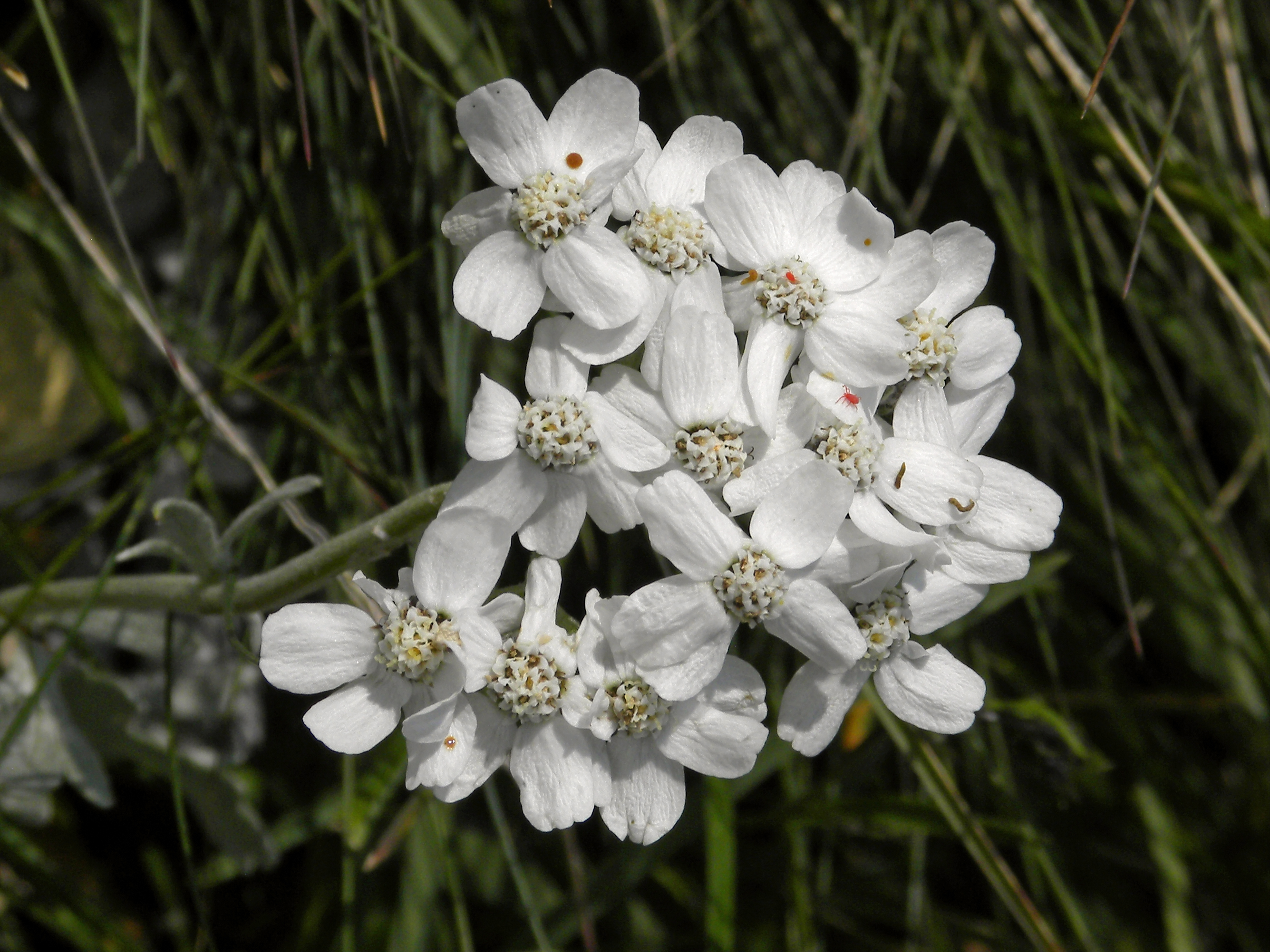
Achillea clavennae
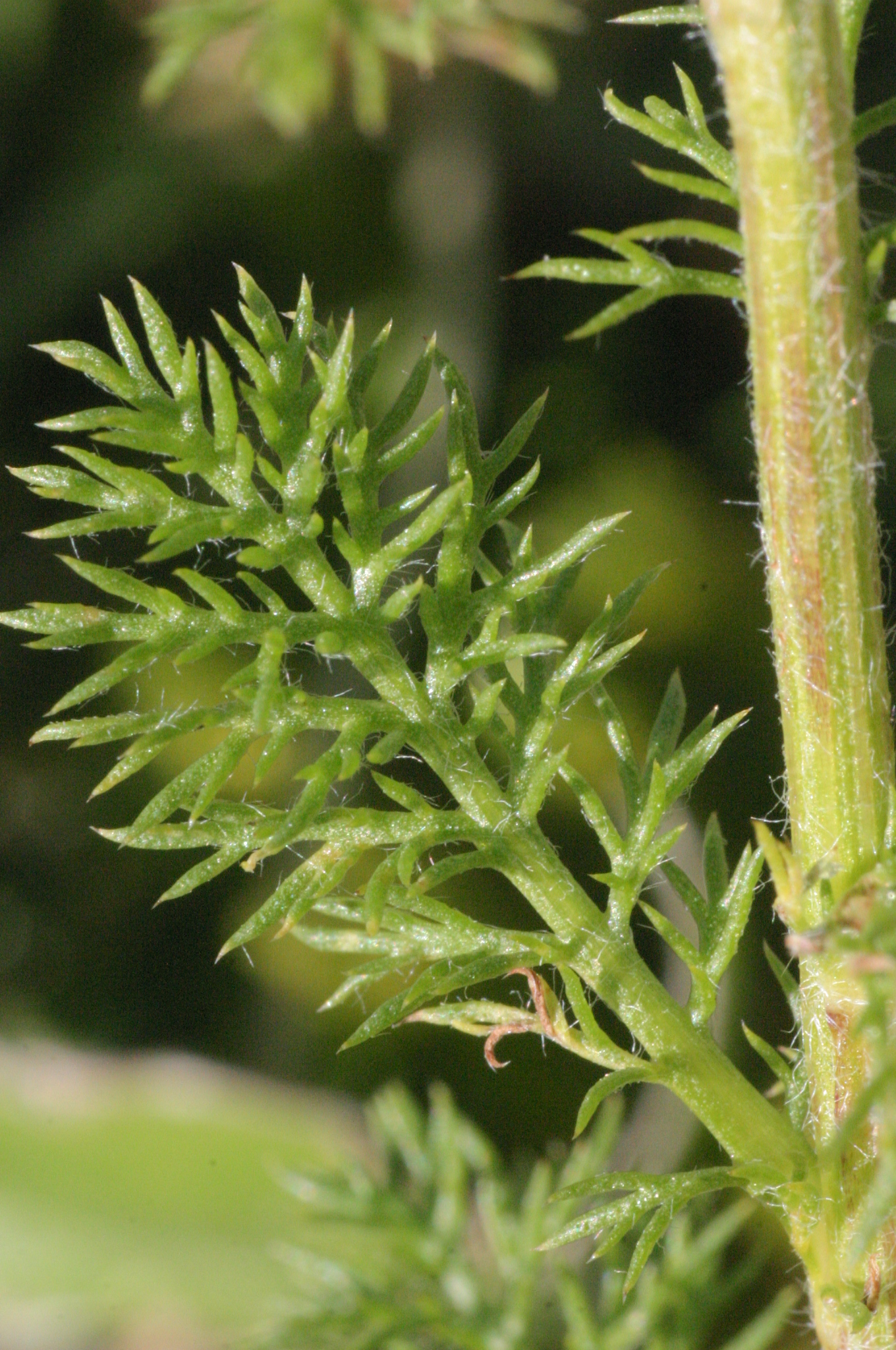
Achillea clusiana
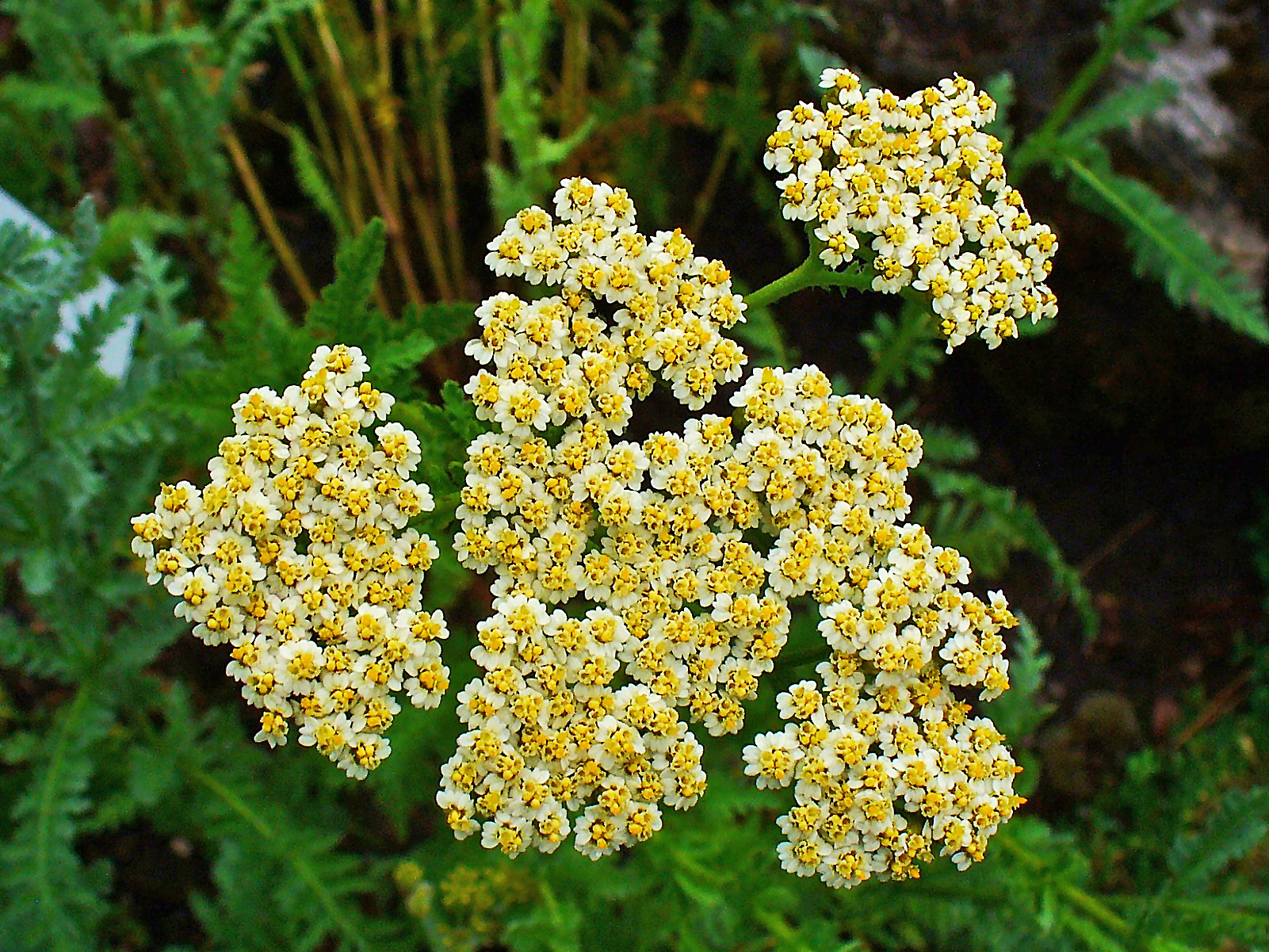
Achillea clypeolata
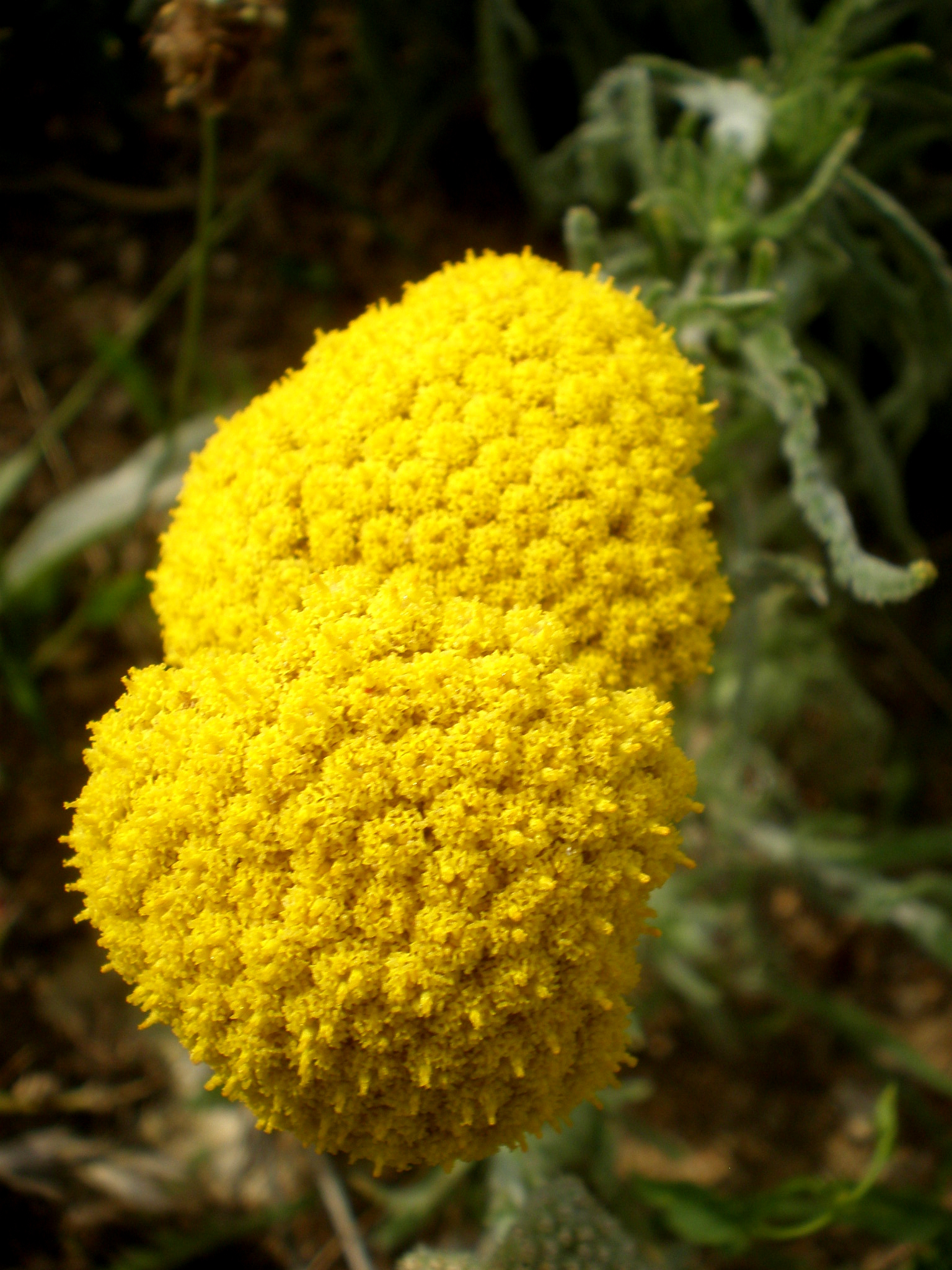
Achillea coarctata
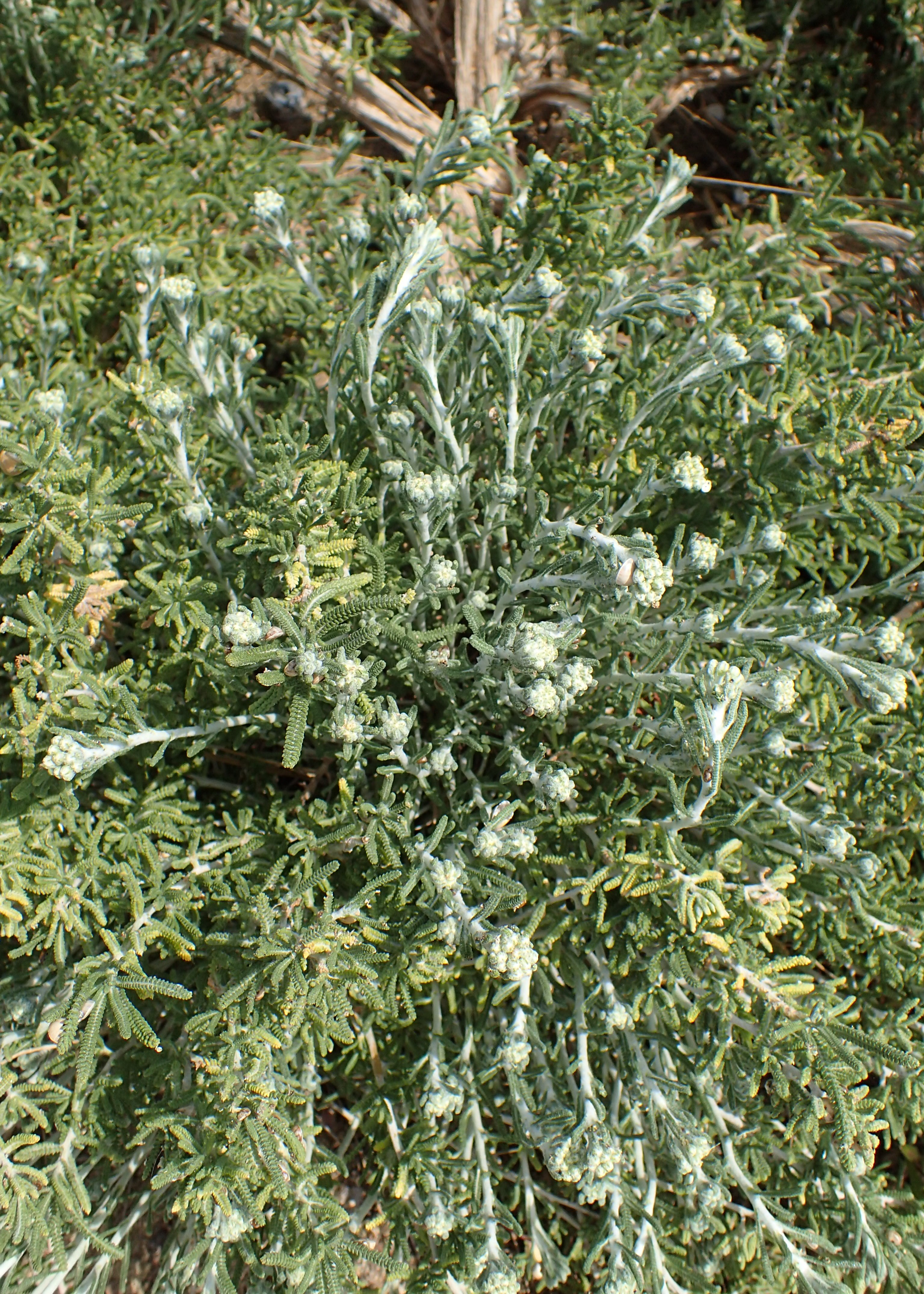
Achillea cretica
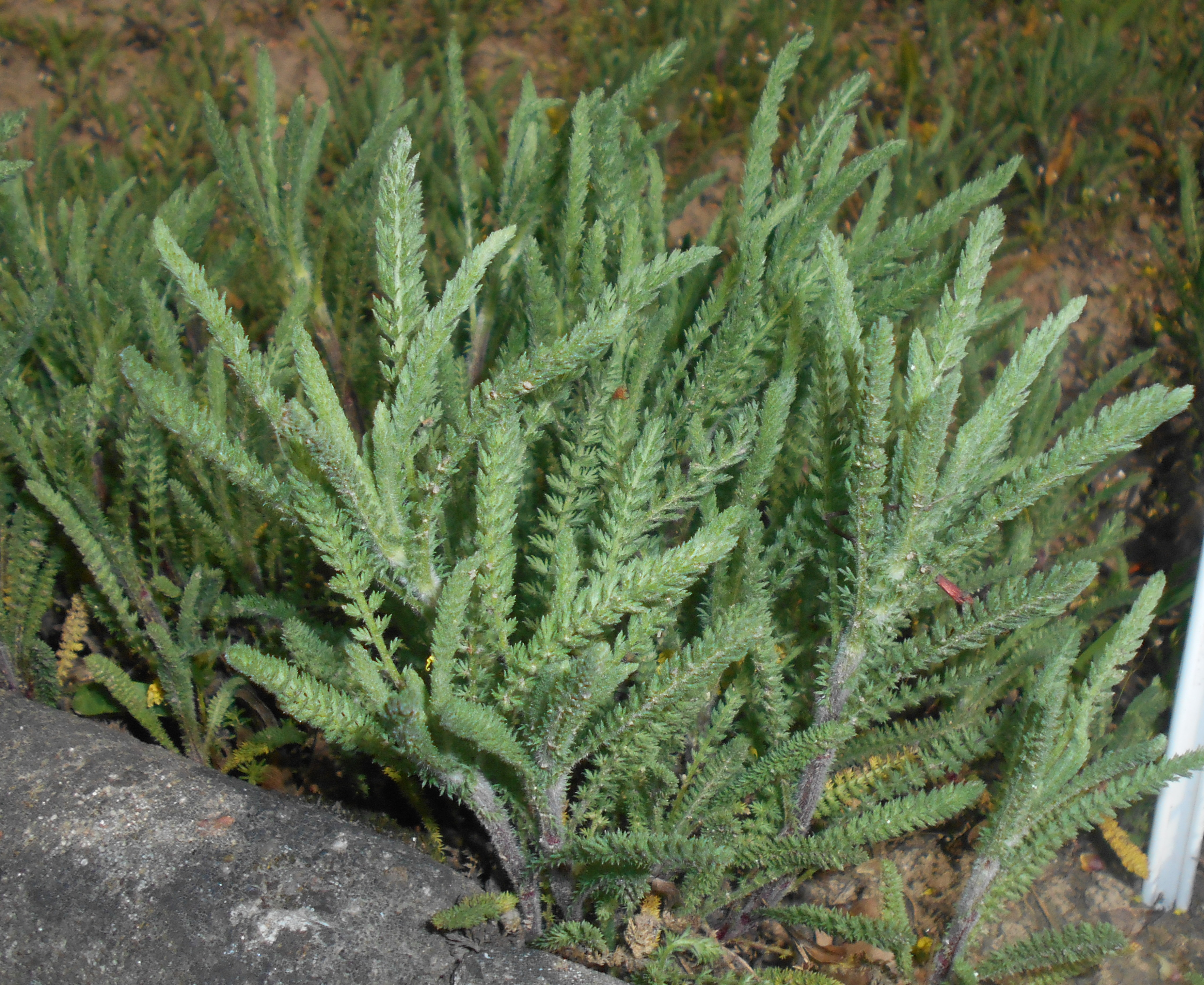
Achillea crithmifolia

## D
- Achillea distans Waldst. & Kit. ex Willd.

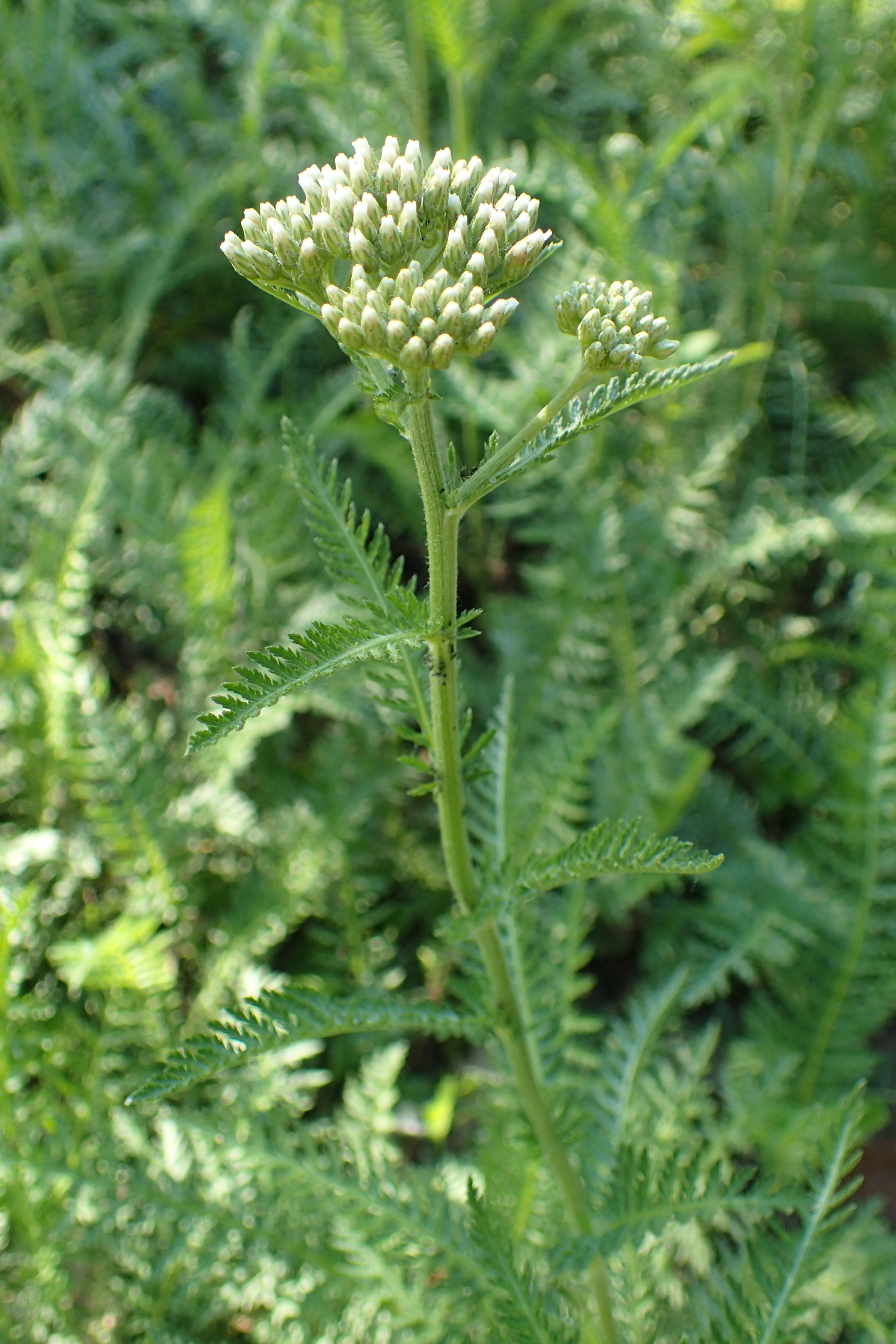
Achillea distans

## E
- Achillea erba-rotta All.
- Achillea eriophora DC.
- Achillea euxina Klokov

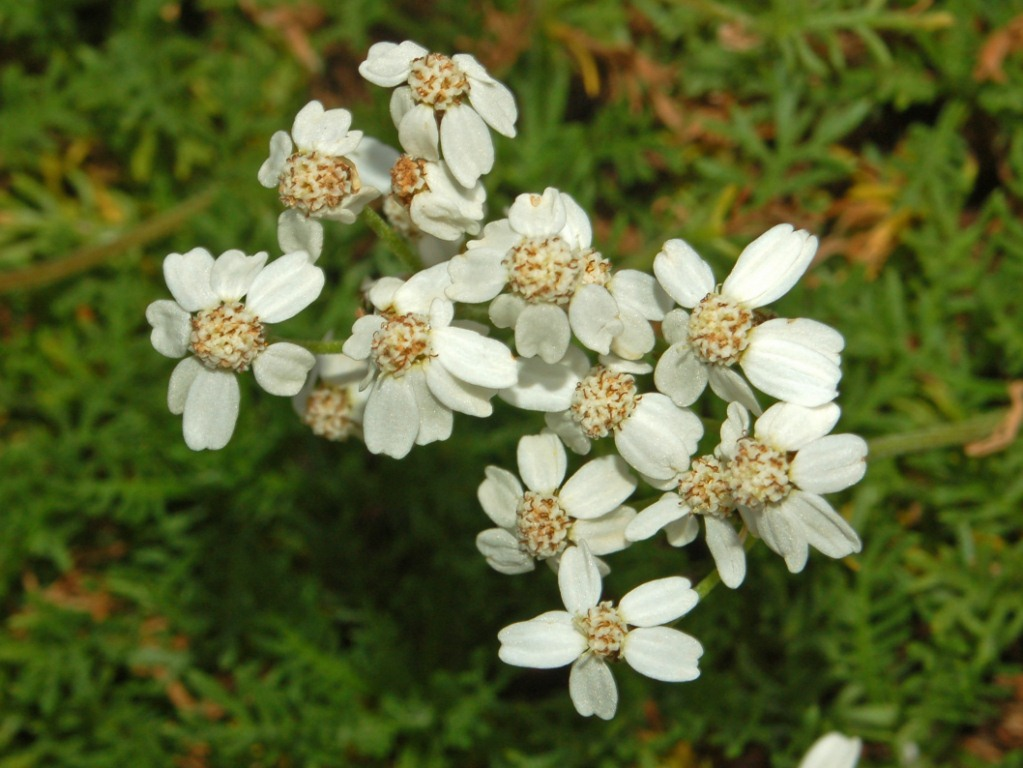
Achillea erba-rotta

## F
- Achillea falcata L.
- Achillea filipendulina Lam.
- Achillea formosa (Boiss.) Sch.Bip.
- Achillea fraasii Sch.Bip.
- Achillea fragrantissima (Forssk.) Sch.Bip.

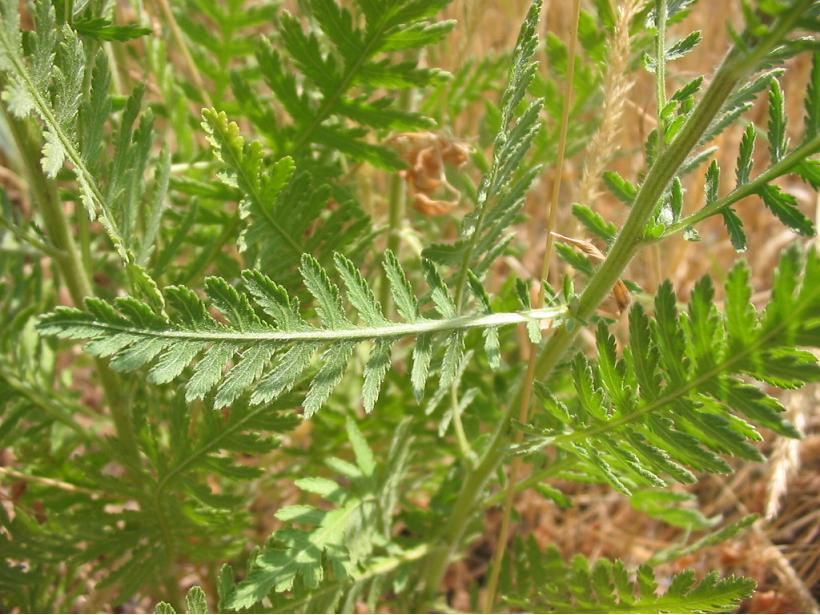
Achillea filipendula
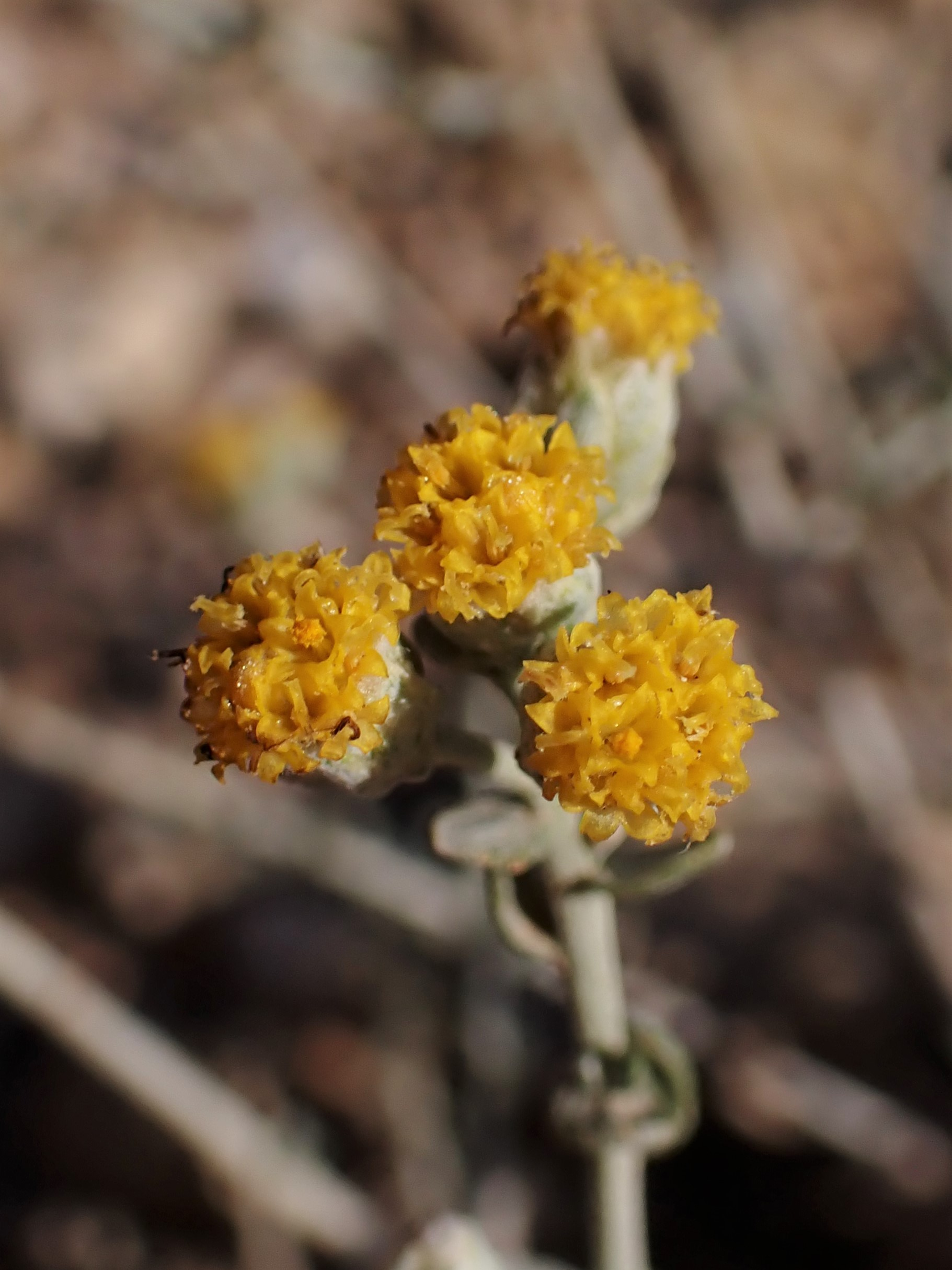
Achillea fragrantissima

## G
- Achillea getica Grecescu
- Achillea glaberrima Klokov
- Achillea goniocephala Boiss. & Balansa
- Achillea grandifolia Friv.
- Achillea griseovirens Albov
- Achillea gypsicola Hub.-Mor.

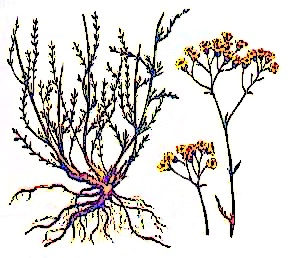
Achillea glaberrima

## H
- Achillea hamzaoglui Arabacı & Budak
- Achillea holosericea Sm.

## I
- Achillea impatiens L.
- Achillea inundata Kondr.

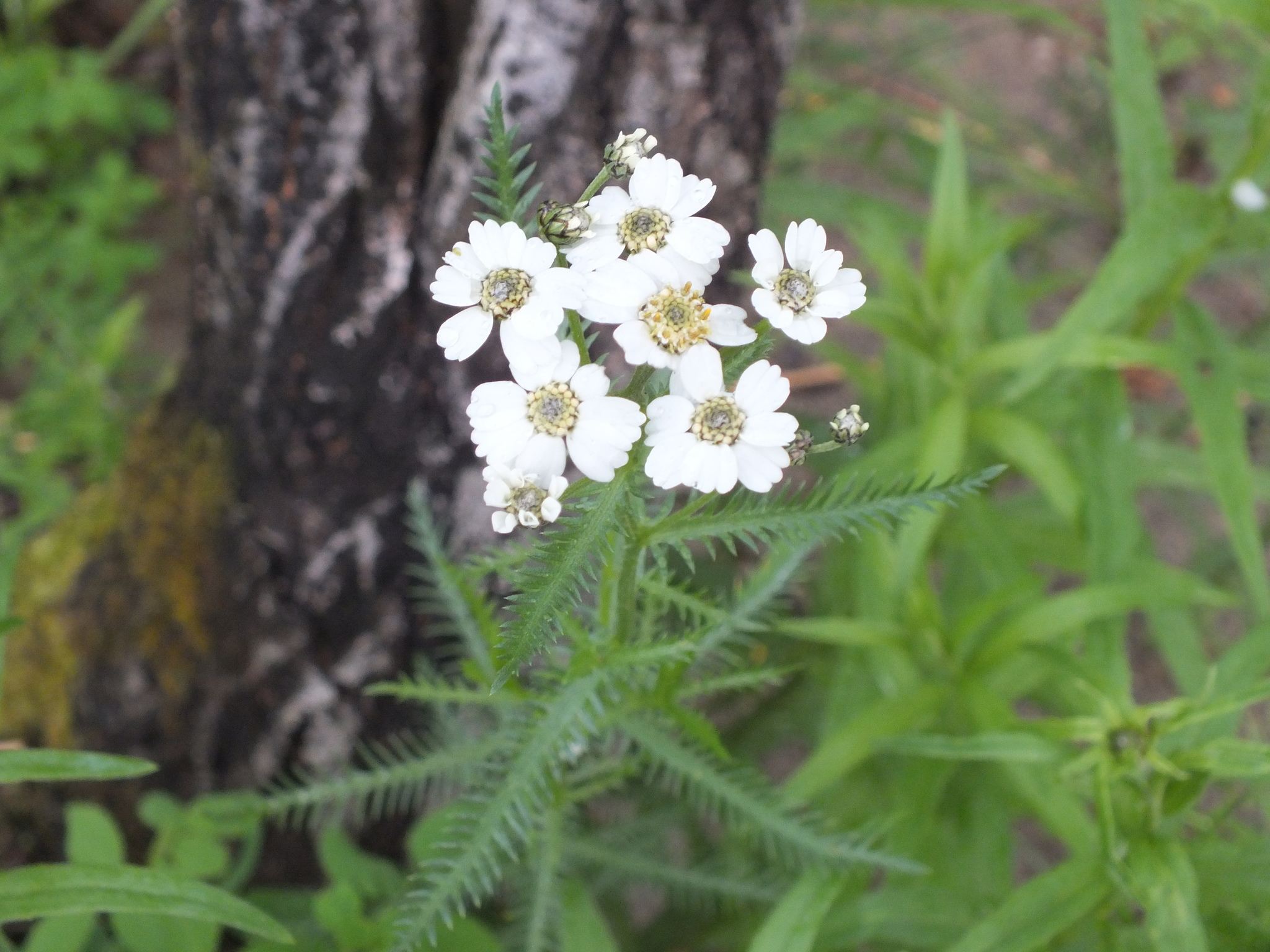
Achillea impatiens

## J
- Achillea jenisseensis Stepanov

## K
- Achillea kamelinii Kupr.
- Achillea karatavica Kamelin
- Achillea kellalensis Boiss. & Hausskn.
- Achillea ketenoglui H.Duman
- Achillea kirschneri Yıld. & Kılıç
- Achillea kotschyi Boiss.
- Achillea kuprijanovii Stepanov

## L
- Achillea latiloba Ledeb. ex Nordm.
- Achillea ledebourii Heimerl
- Achillea leptophylla M.Bieb.
- Achillea ligustica All.
- Achillea lingulata Waldst. & Kit.
- Achillea lycaonica Boiss. & Heldr.

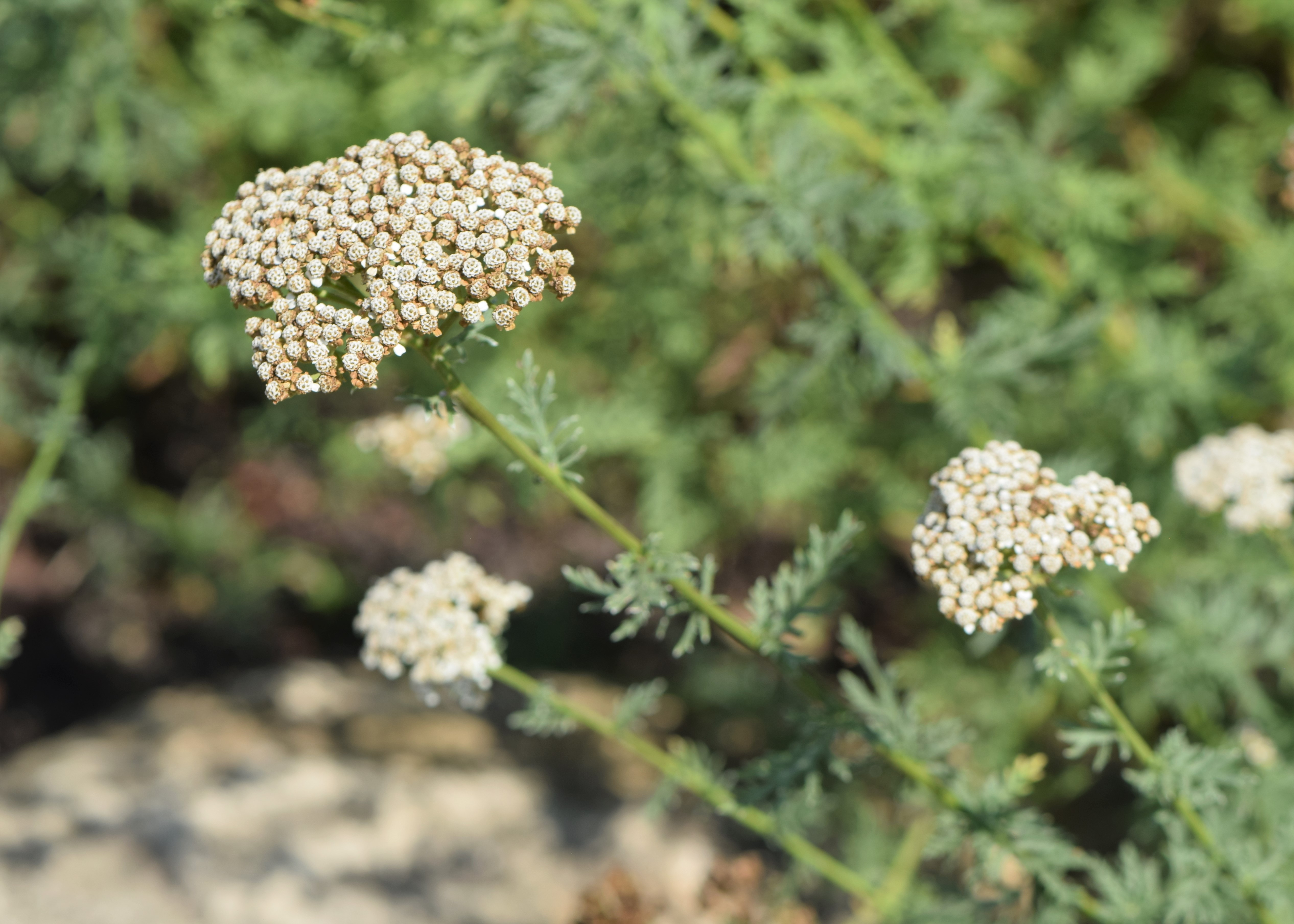
Achillea ligustica
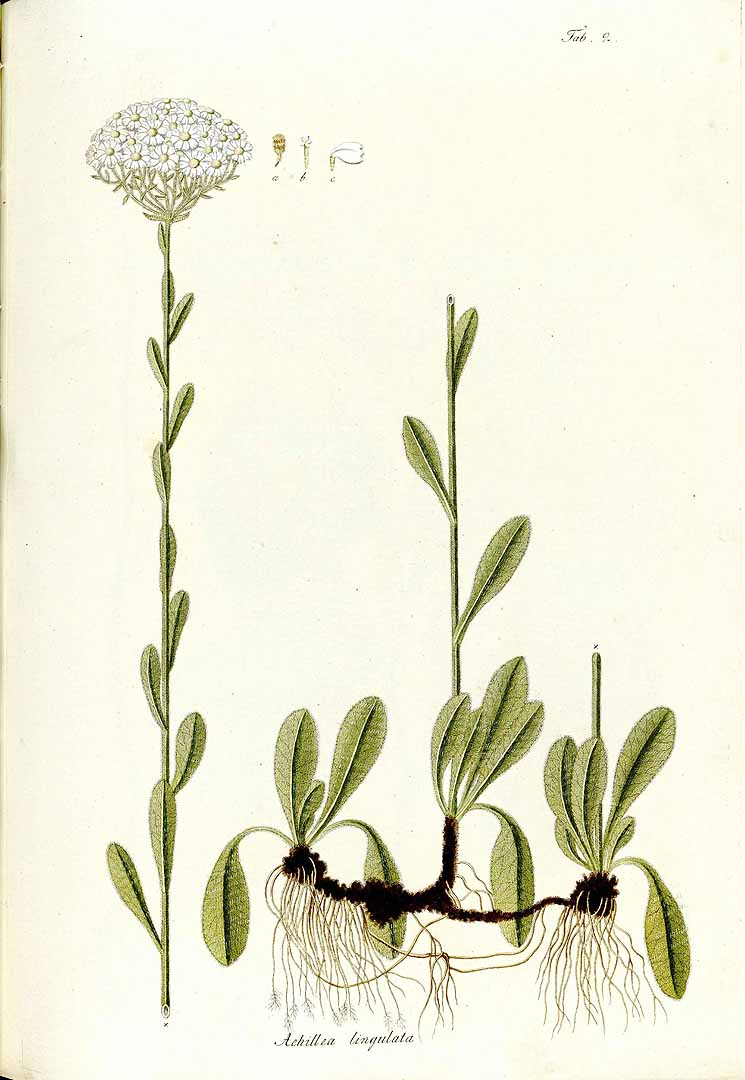
Achillea lingulata

## M
- Achillea macrophylla L.
- Achillea magnifica Heimerl ex Hub.-Mor.
- Achillea maritima (L.) Ehrend. & Y.P.Guo
- Achillea maura Humbert
- Achillea membranacea DC.
- Achillea micrantha Willd.
- Achillea micranthoides Klokov
- Achillea millefolium L.
- Achillea milliana H.Duman
- Achillea monocephala Boiss. & Balansa
- Achillea multifida (DC.) Griseb.

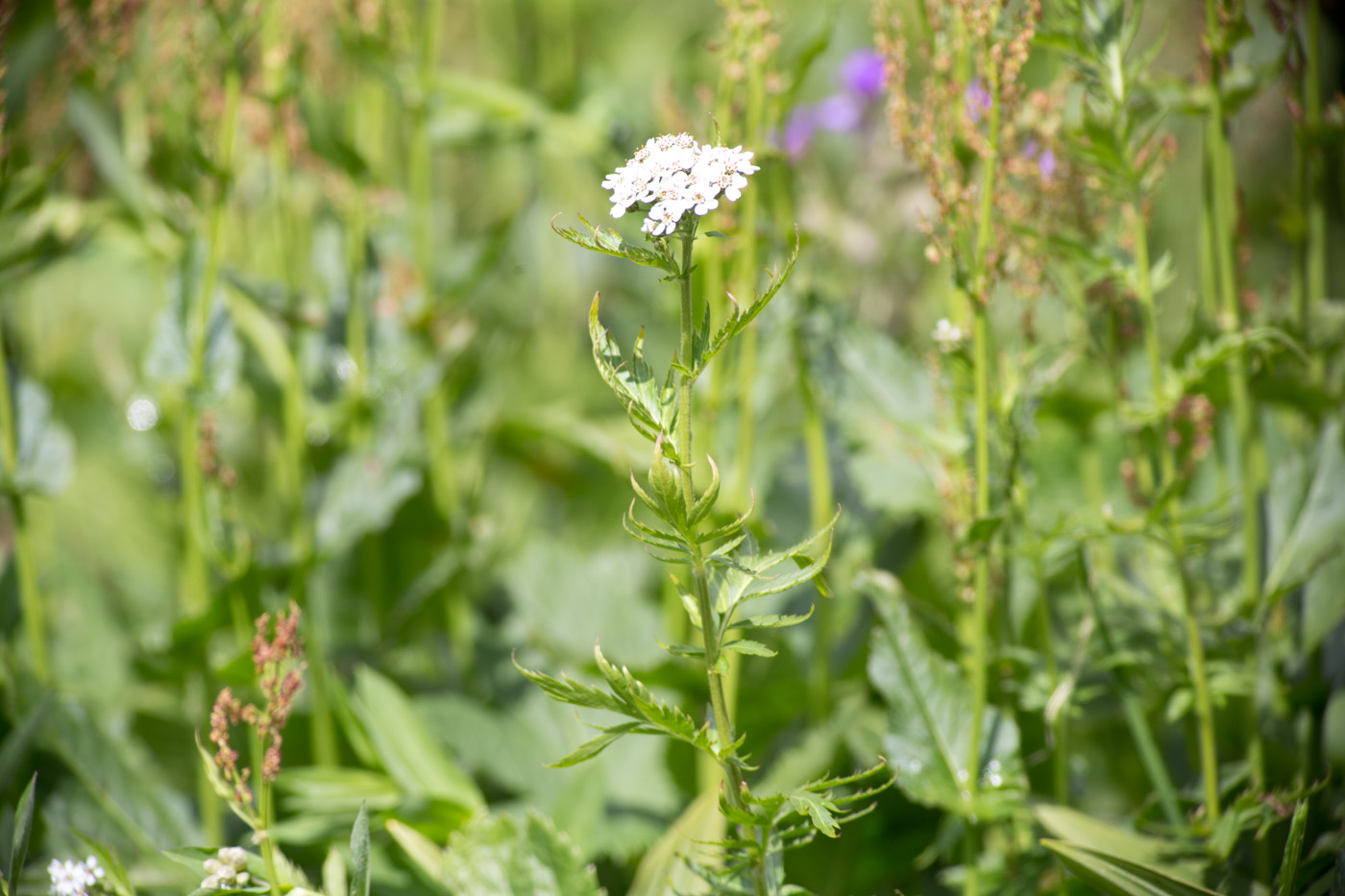
Achillea macrophylla
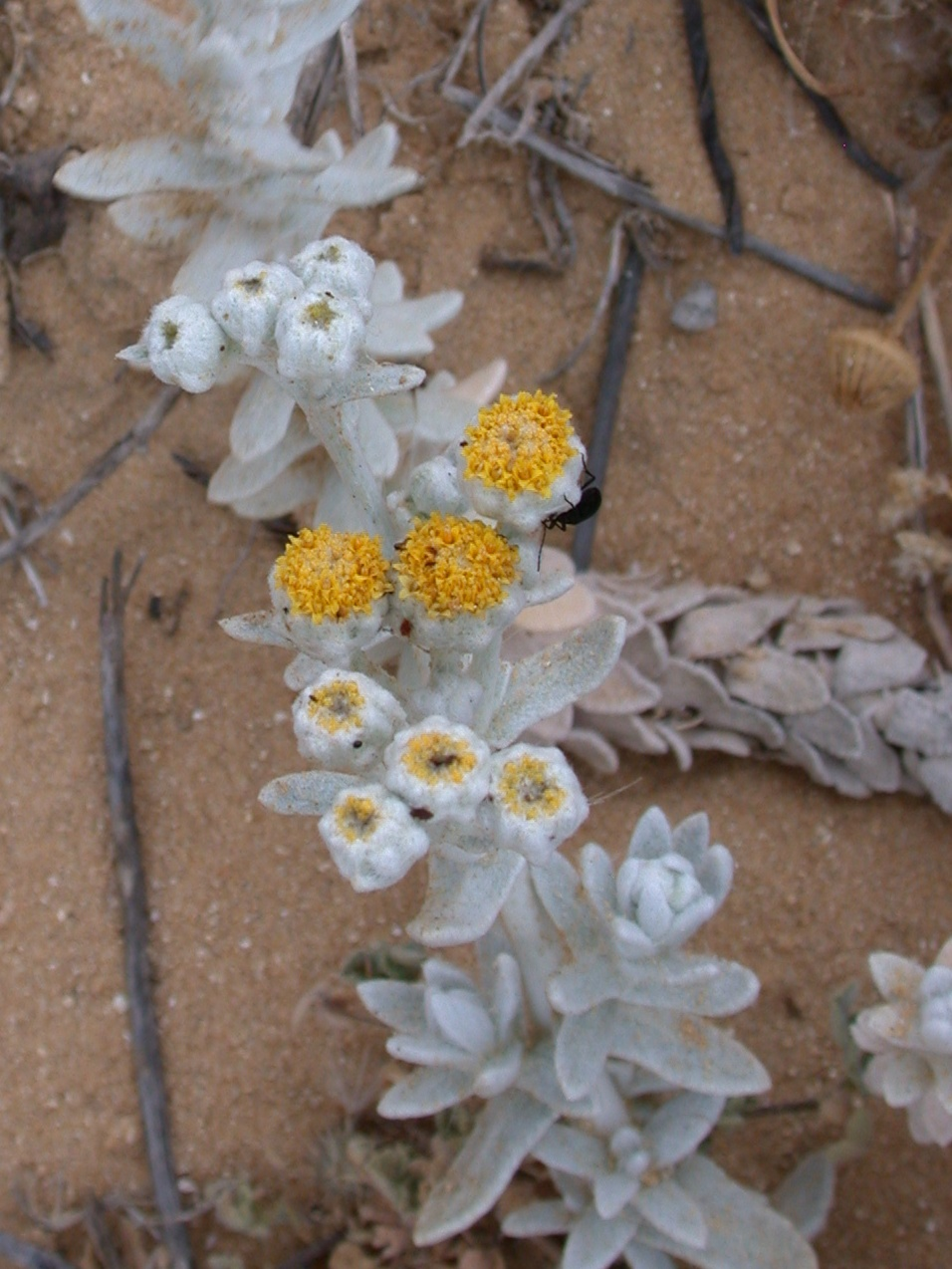
Achillea maritima
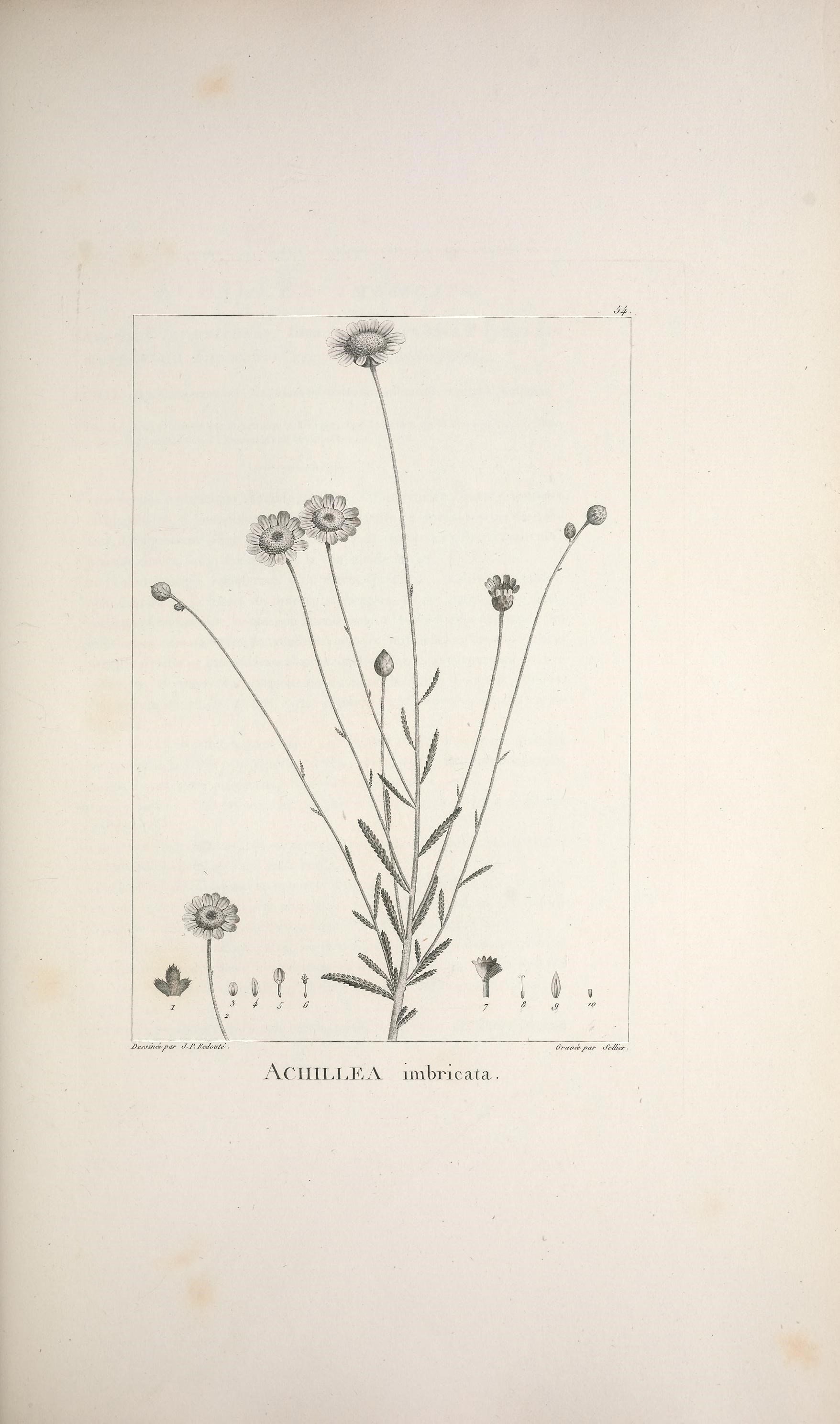
Achillea membranacea
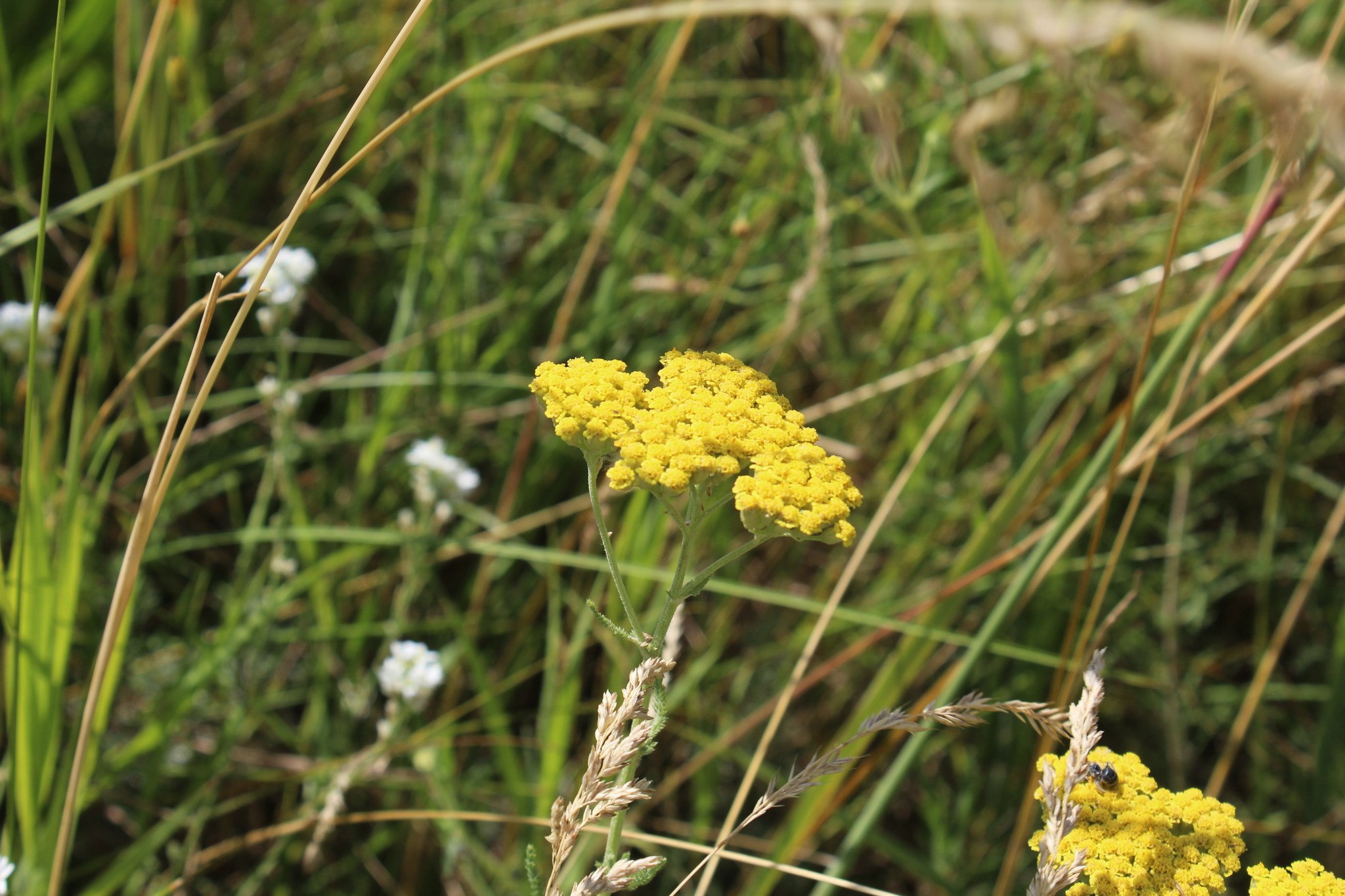
Achillea micrantha
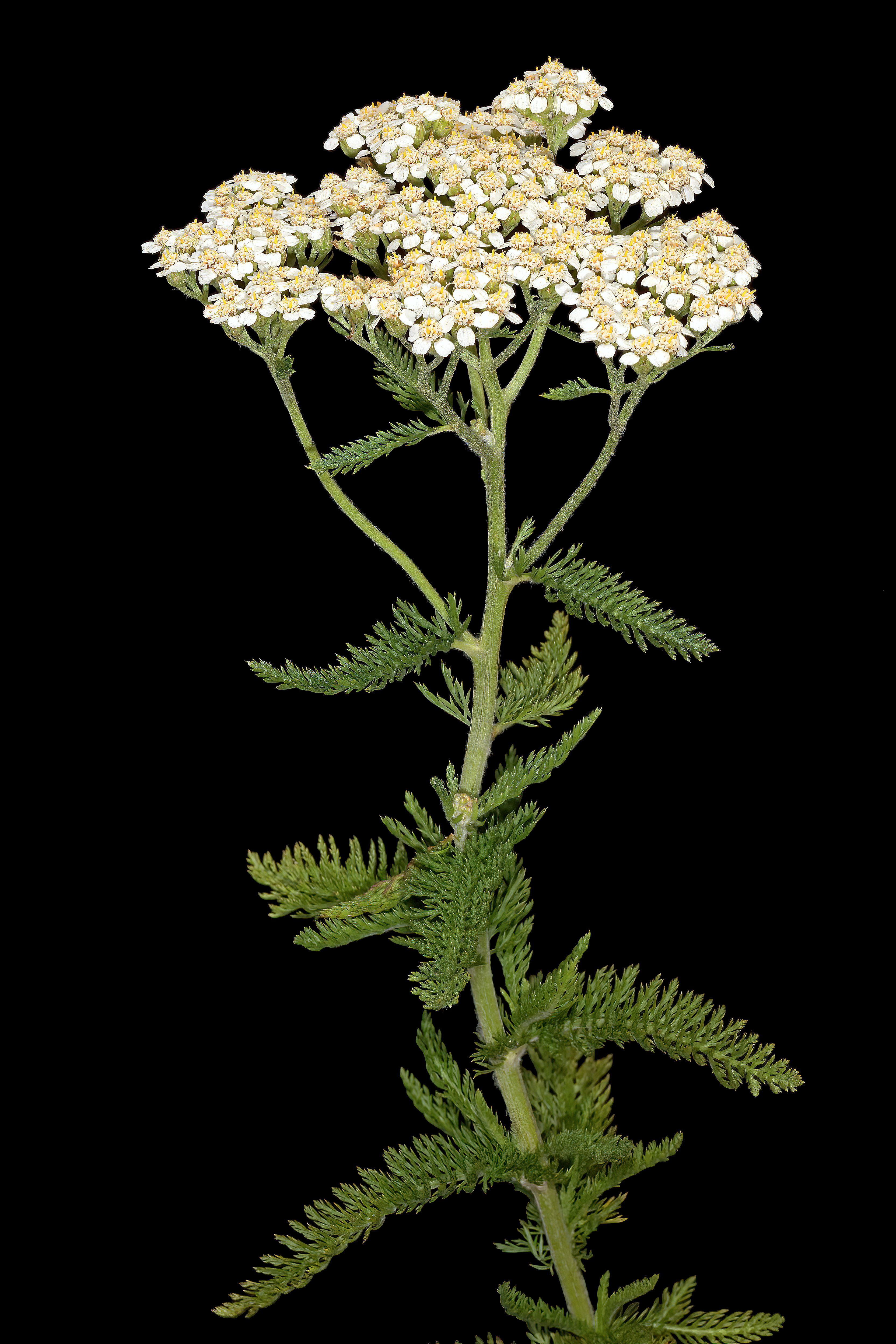
Achillea millefolium

## N
- Achillea nana L.
- Achillea nobilis L.

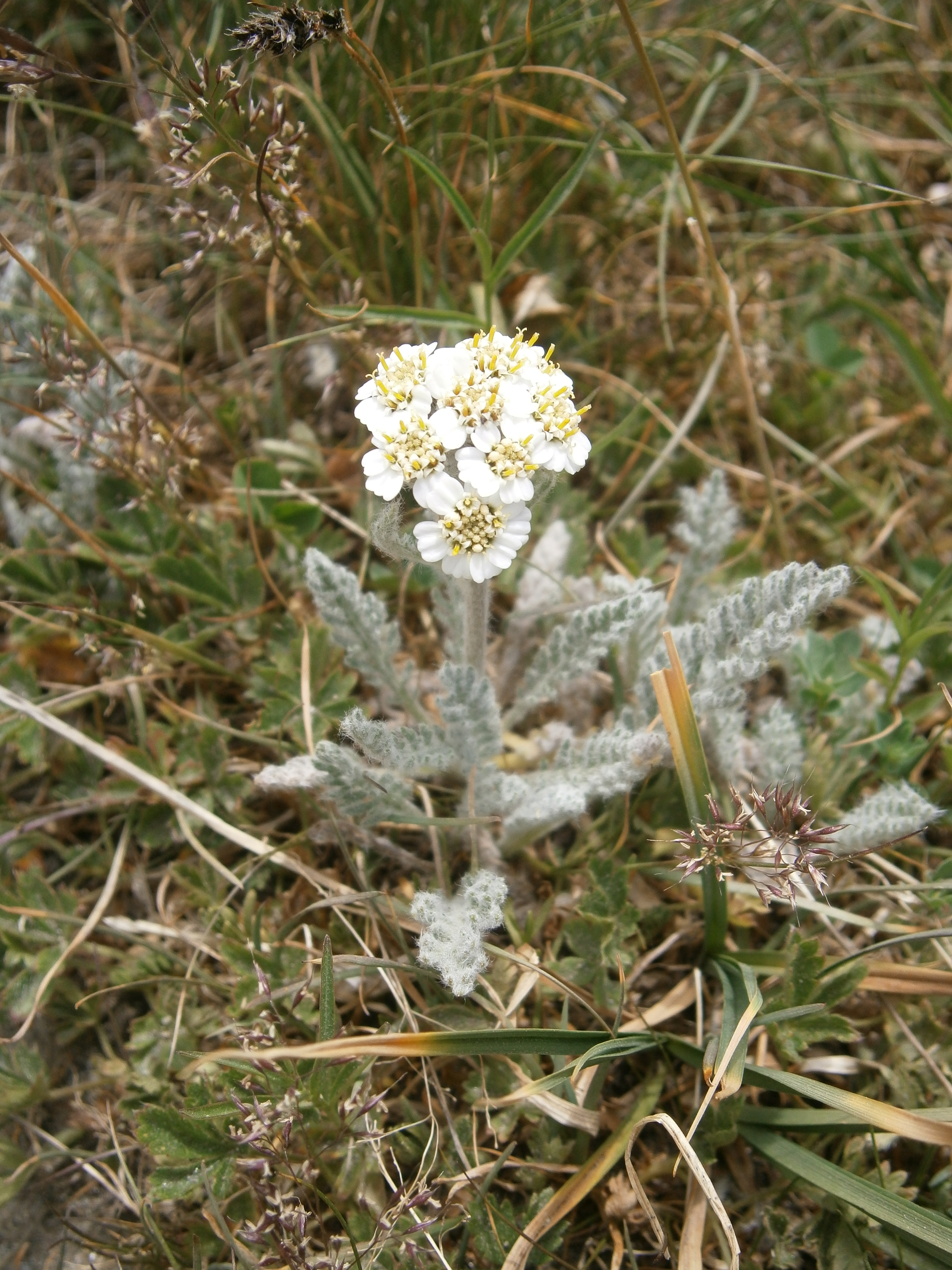
Achillea nana
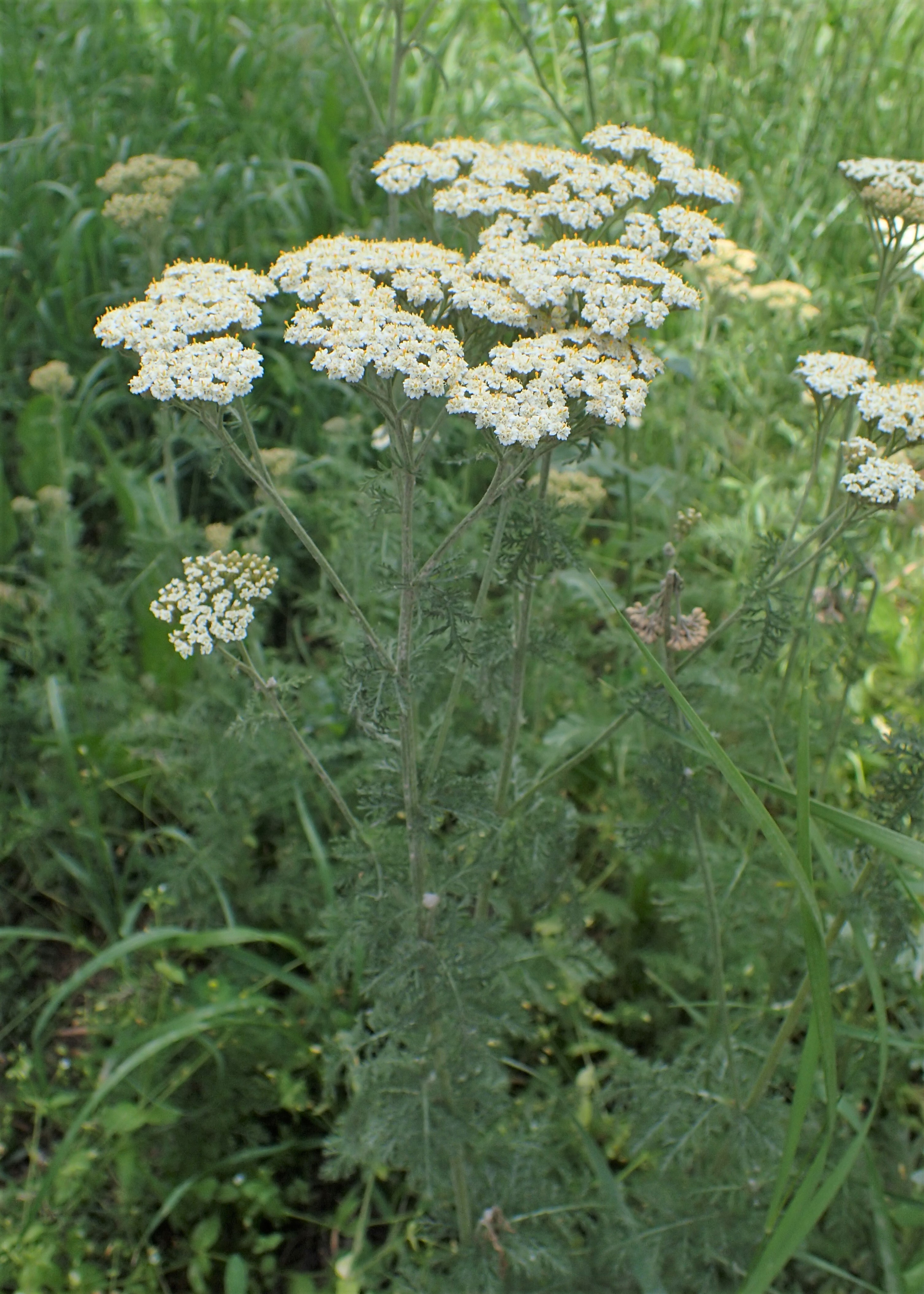
Achillea nobilis

## O
- Achillea occulta Constantin. & Kalpoutz.
- Achillea ochroleuca Ehrh.
- Achillea odorata L.
- Achillea oligocephala DC.
- Achillea oxyloba (DC.) Sch.Bip.
- Achillea oxyodonta Boiss.

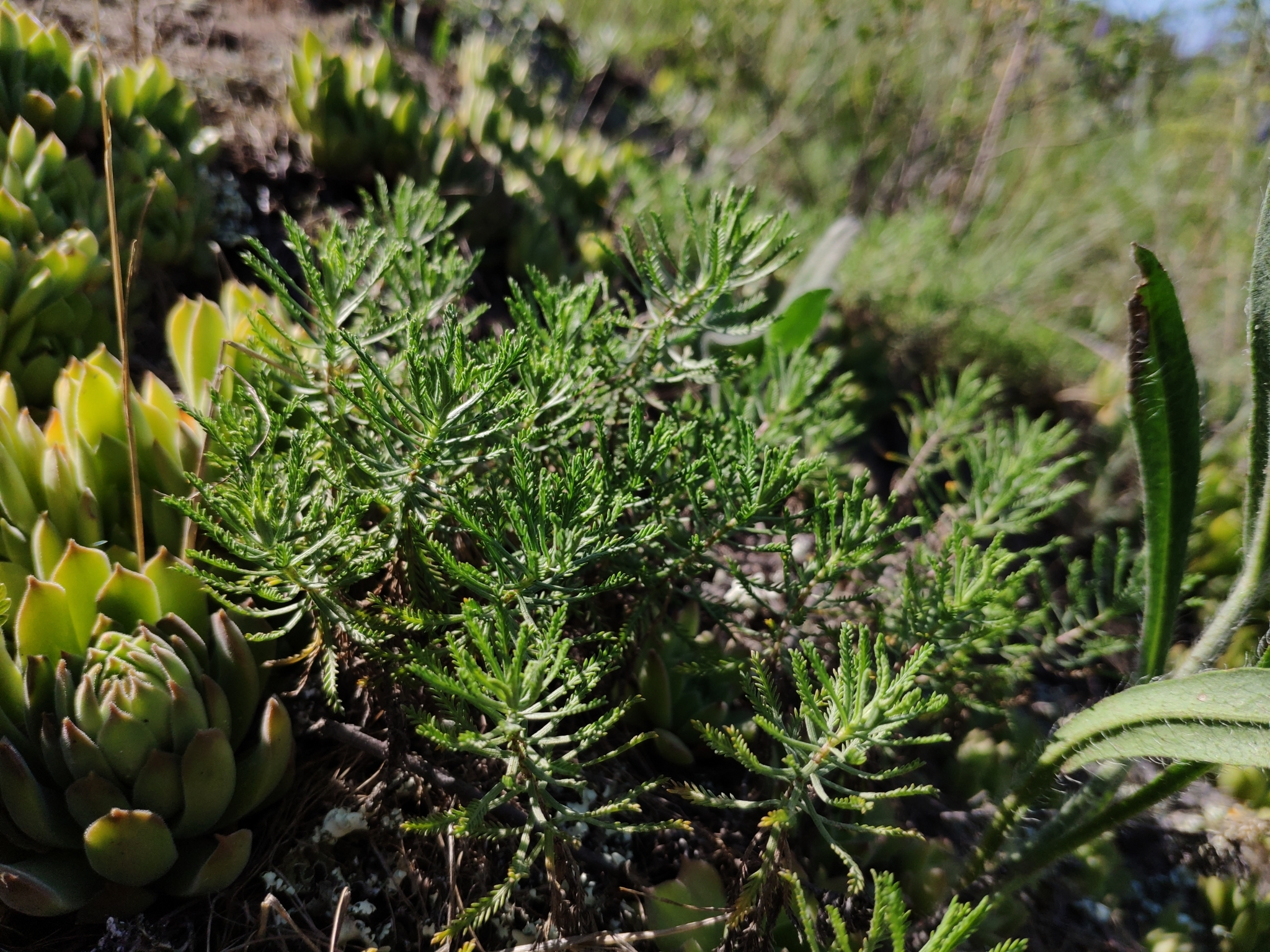
Achillea ochroleuca
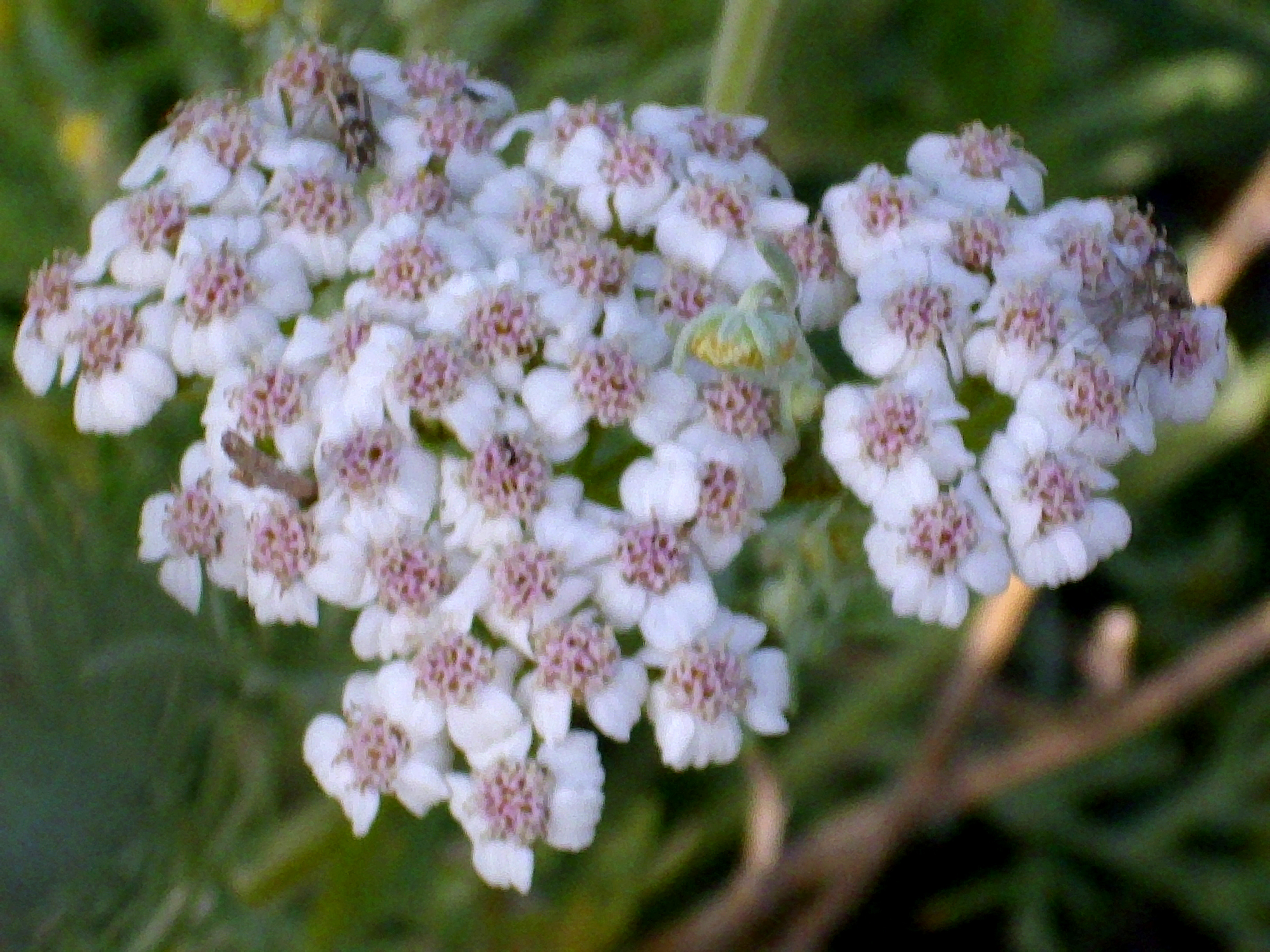
Achillea odorata
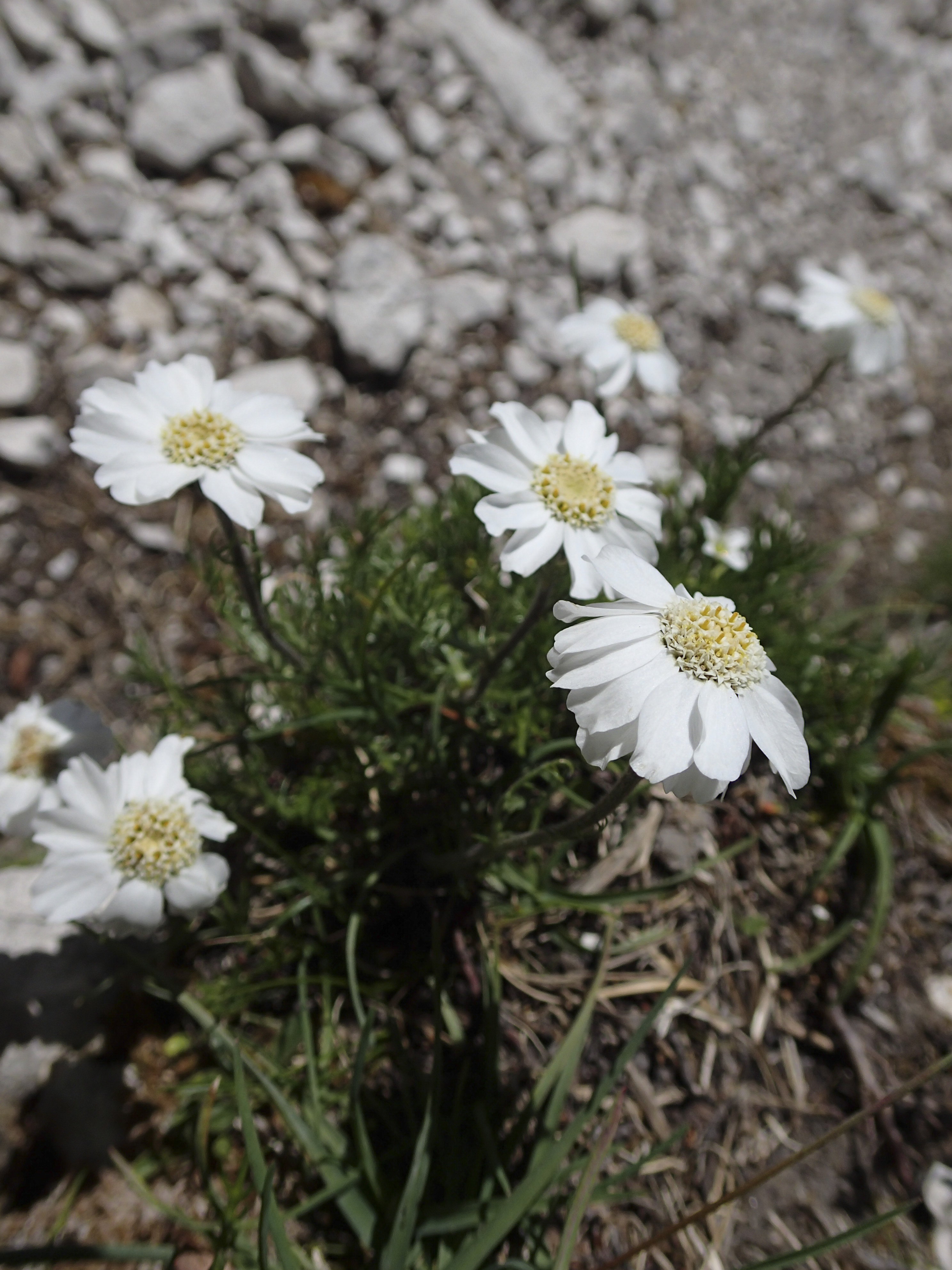
Achillea oxyloba

## P
- Achillea pachycephala Rech.f.
- Achillea pannonica Scheele
- Achillea phrygia Boiss. & Balansa
- Achillea pindicola Hausskn.
- Achillea polyphylla (Gaudin) Schleich. ex Paill. & Vendrely
- Achillea pseudoaleppica Hausskn. ex Hub.-Mor.
- Achillea pseudopectinata Janka
- Achillea ptarmica L.
- Achillea ptarmicifolia (Willd.) Rupr. ex Heimerl
- Achillea ptarmicoides Maxim.
- Achillea pyrenaica Sibth. ex Godr.

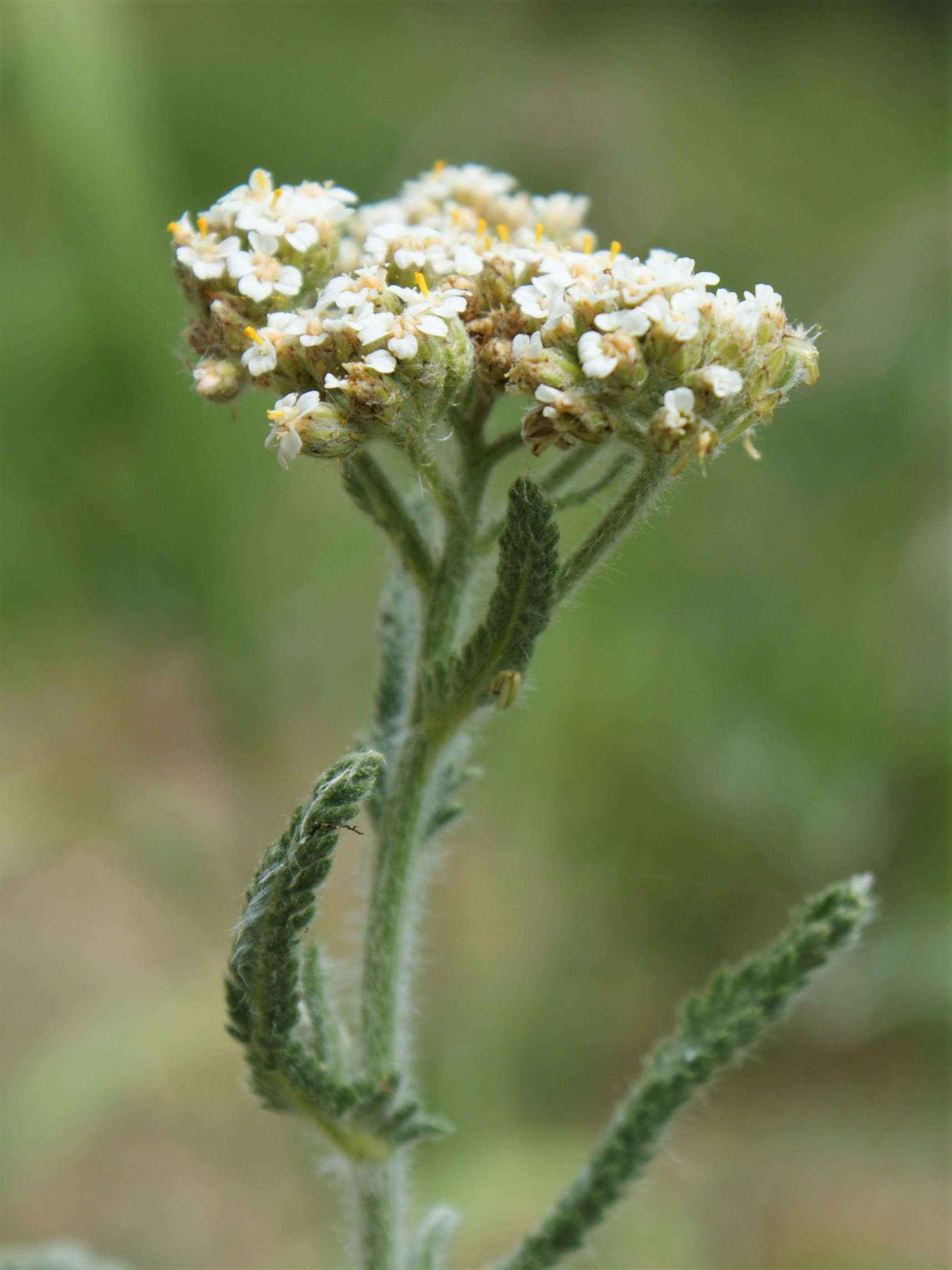
Achillea pannonica
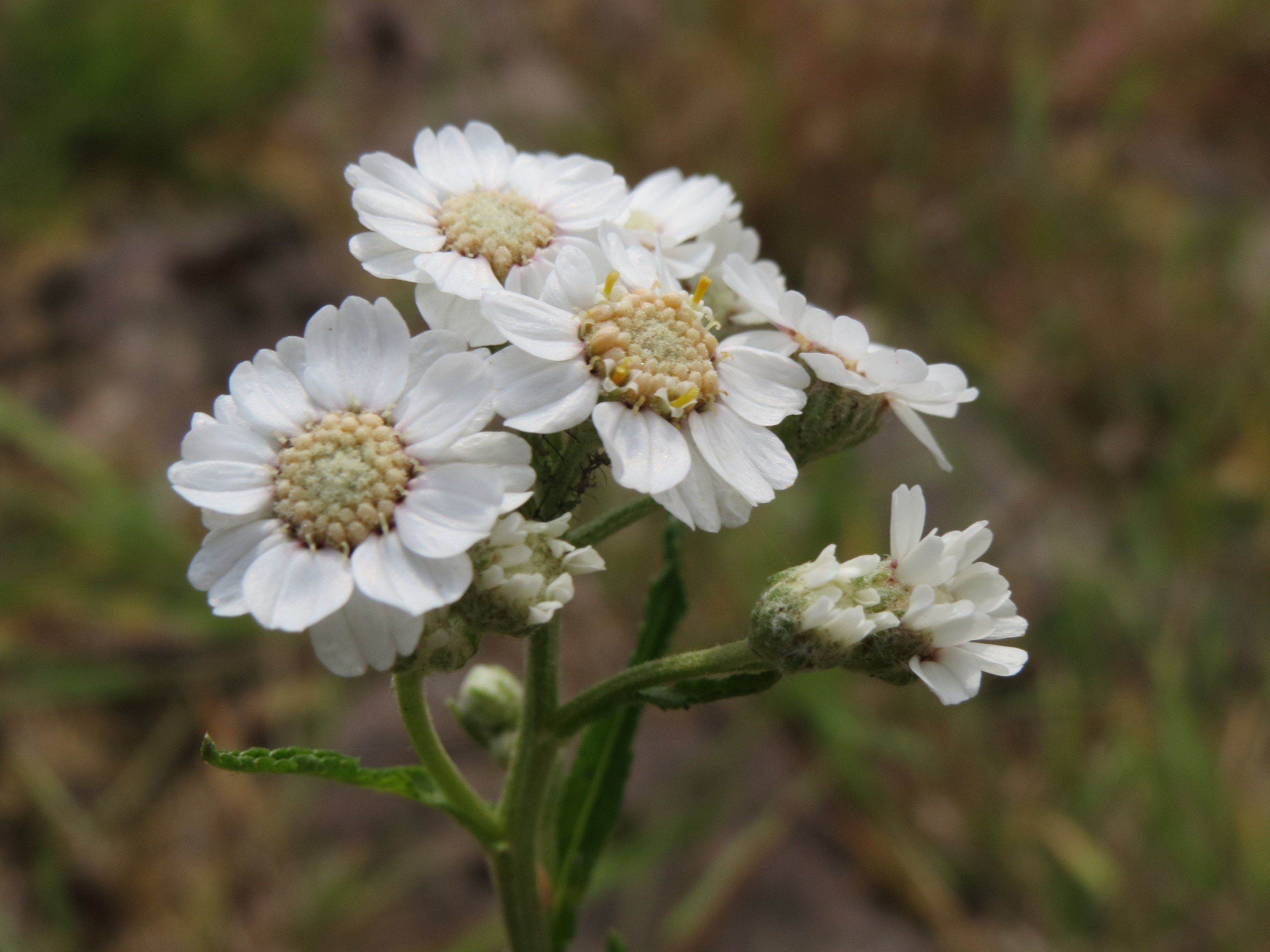
Achillea ptarmica
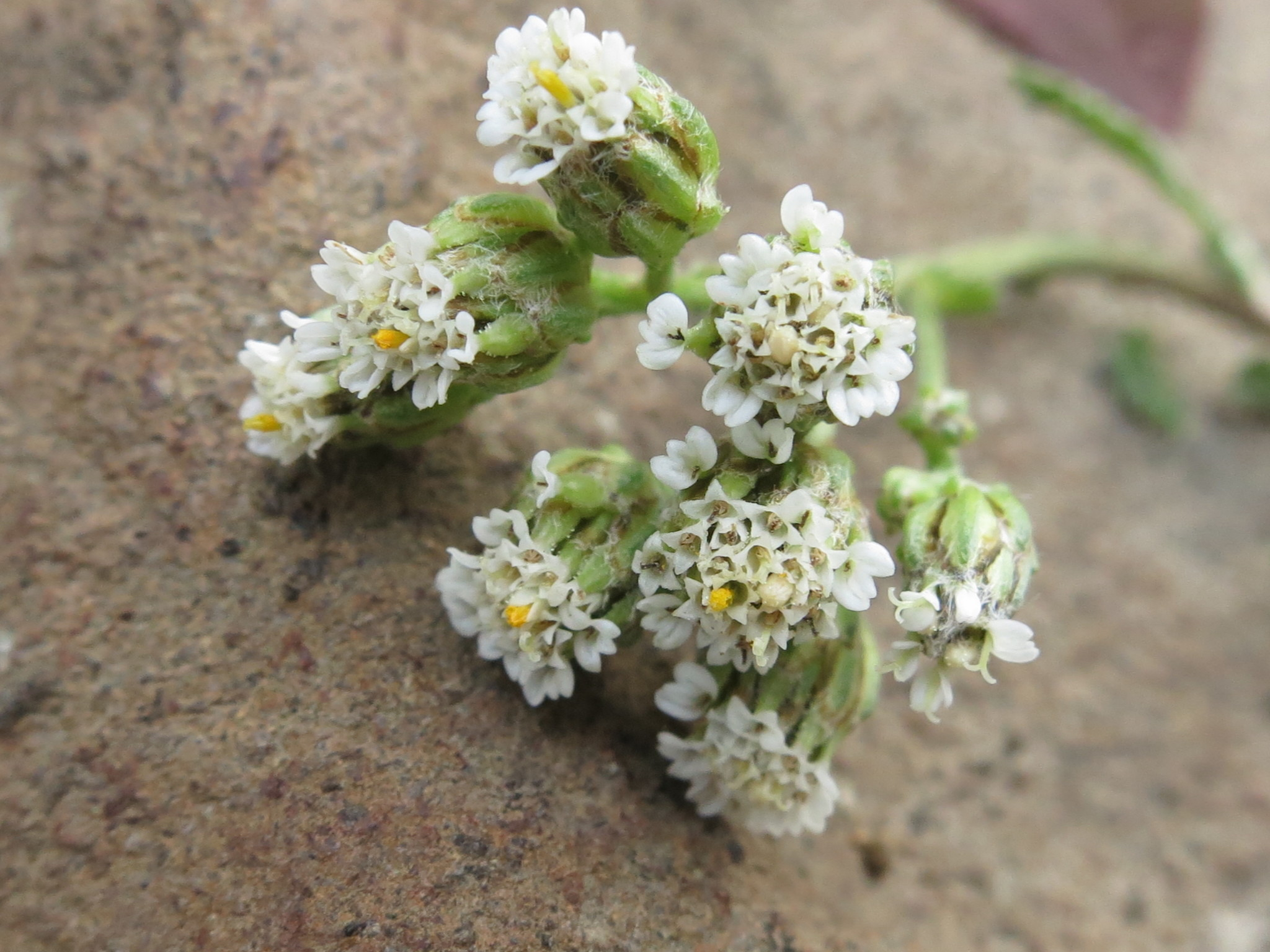
Achillea ptarmicoides
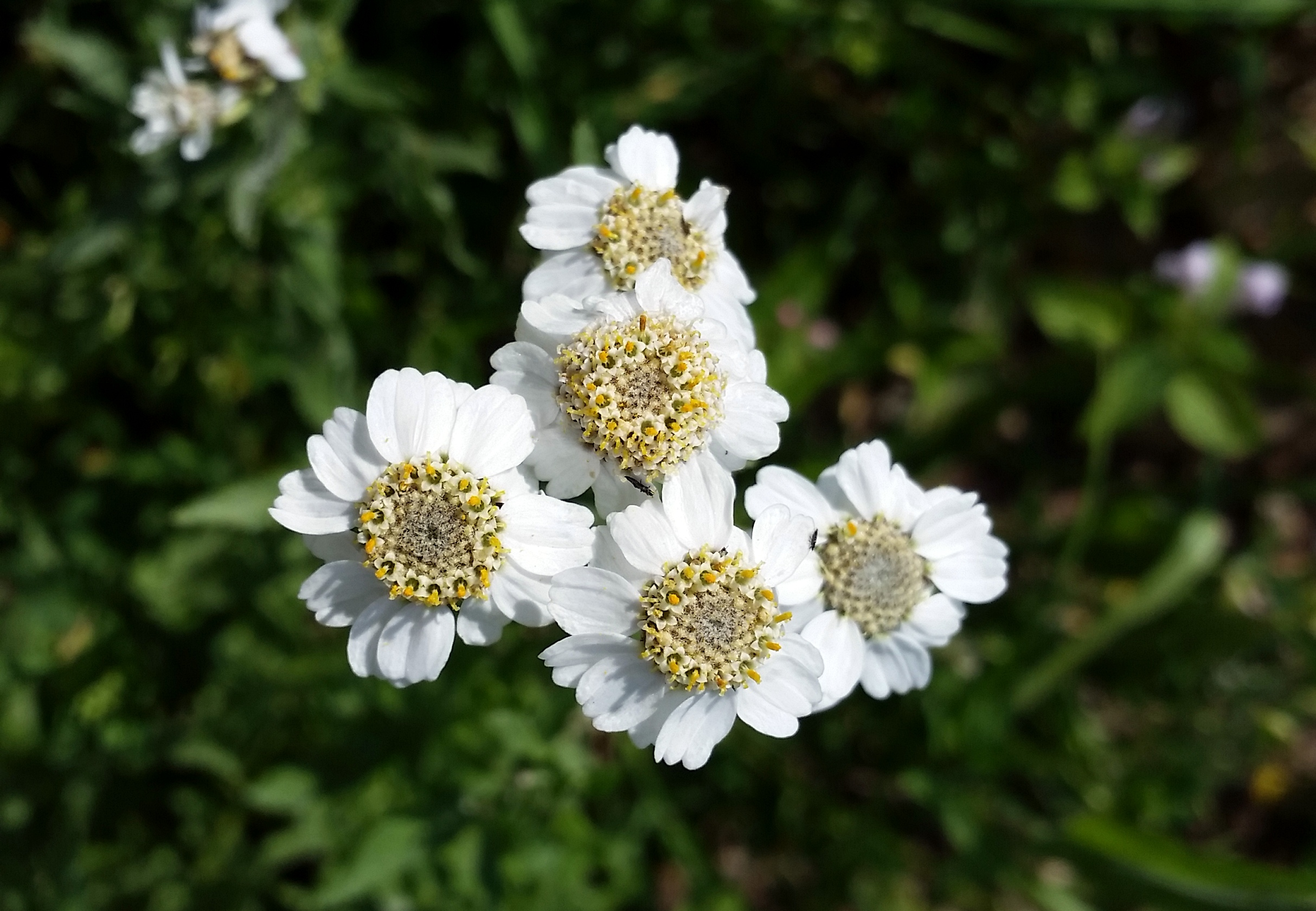
Achillea pyrenaica

## R
- Achillea roseoalba Ehrend.
- Achillea rupestris Huter, Porta & Rigo

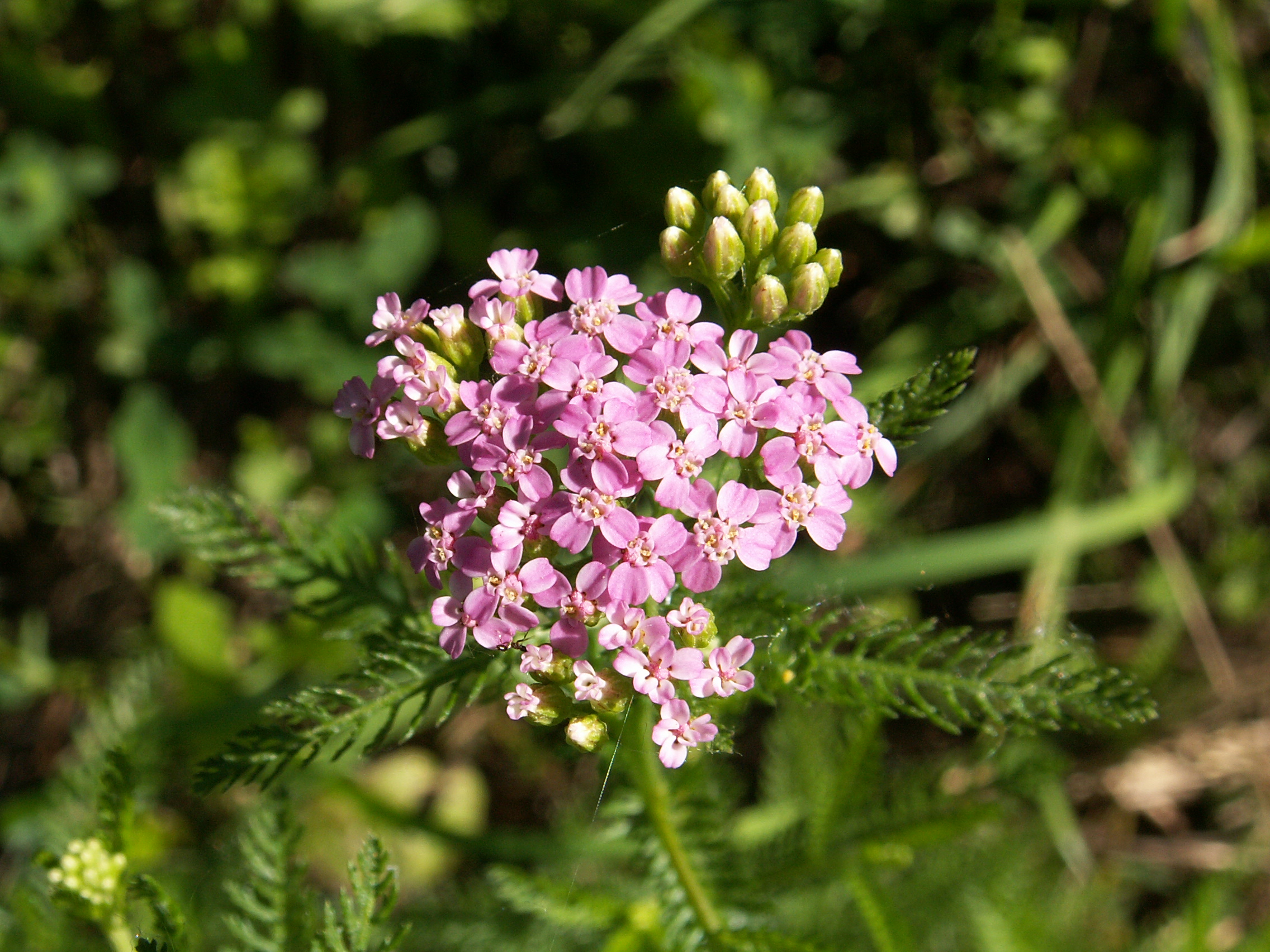
Achillea roseo-alba
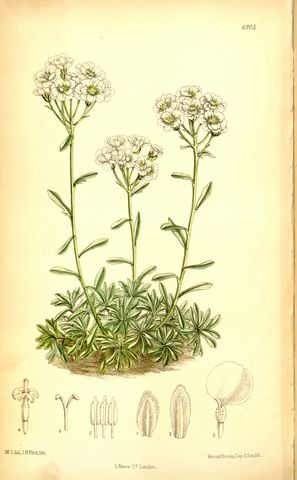
Achillea rupestris

## S
- Achillea sahandica Turrill
- Achillea salicifolia Besser
- Achillea santolinoides Lag.
- Achillea schauloi Stepanov
- Achillea schischkinii Sosn.
- Achillea schmakovii Kupr.
- Achillea sedelmeyeriana Sosn.
- Achillea sergievskiana Shaulo & Shmakov
- Achillea setacea Waldst. & Kit.
- Achillea sieheana Stapf
- Achillea sintenisii Hub.-Mor.
- Achillea sipikorensis Hausskn. & Bornm.
- Achillea sivasica Çelik & Akpulat
- Achillea spinulifolia Fenzl ex Boiss.
- Achillea stepposa Klokov & Krytzka
- Achillea stojanoffii Prodan

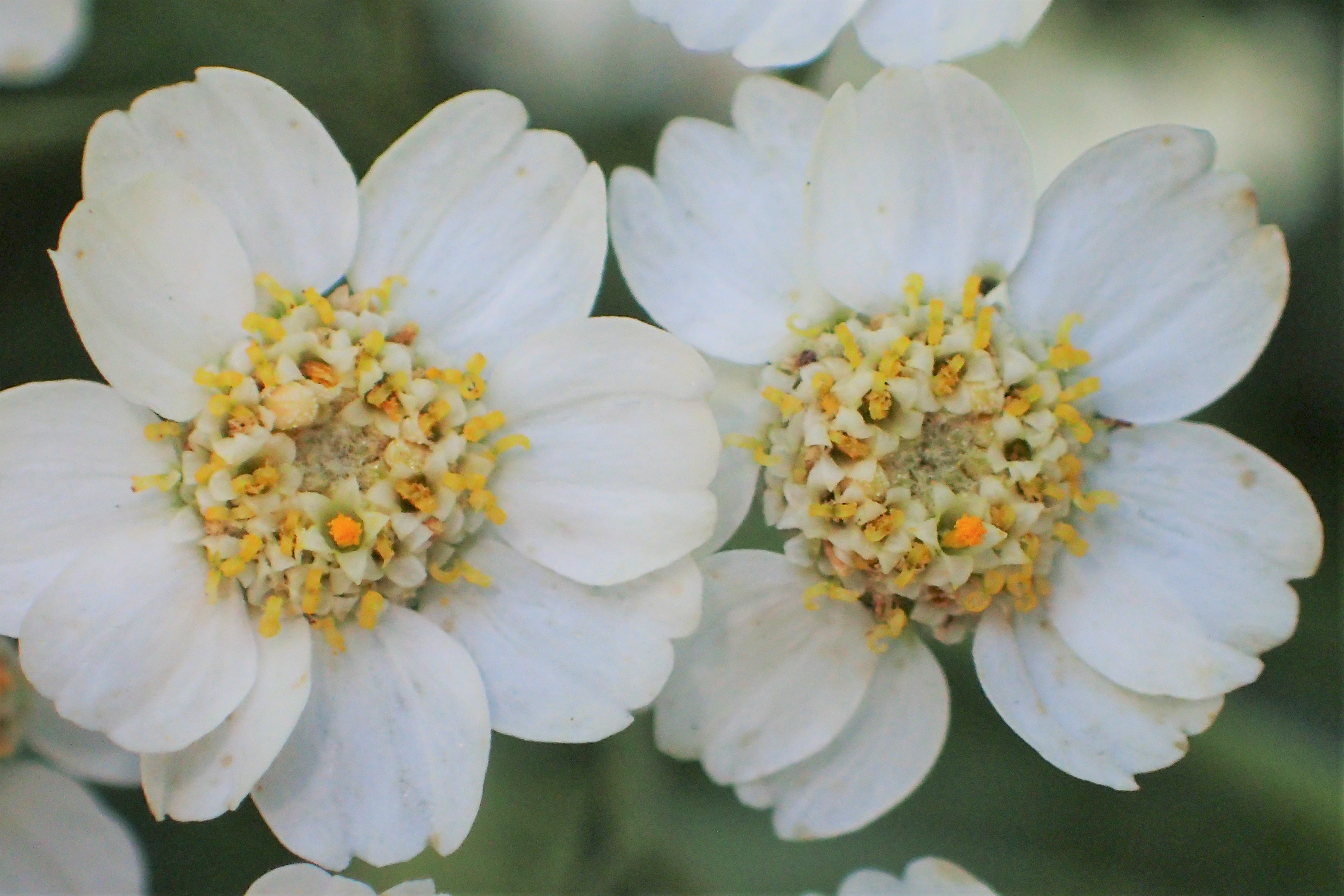
Achillea salicifolia
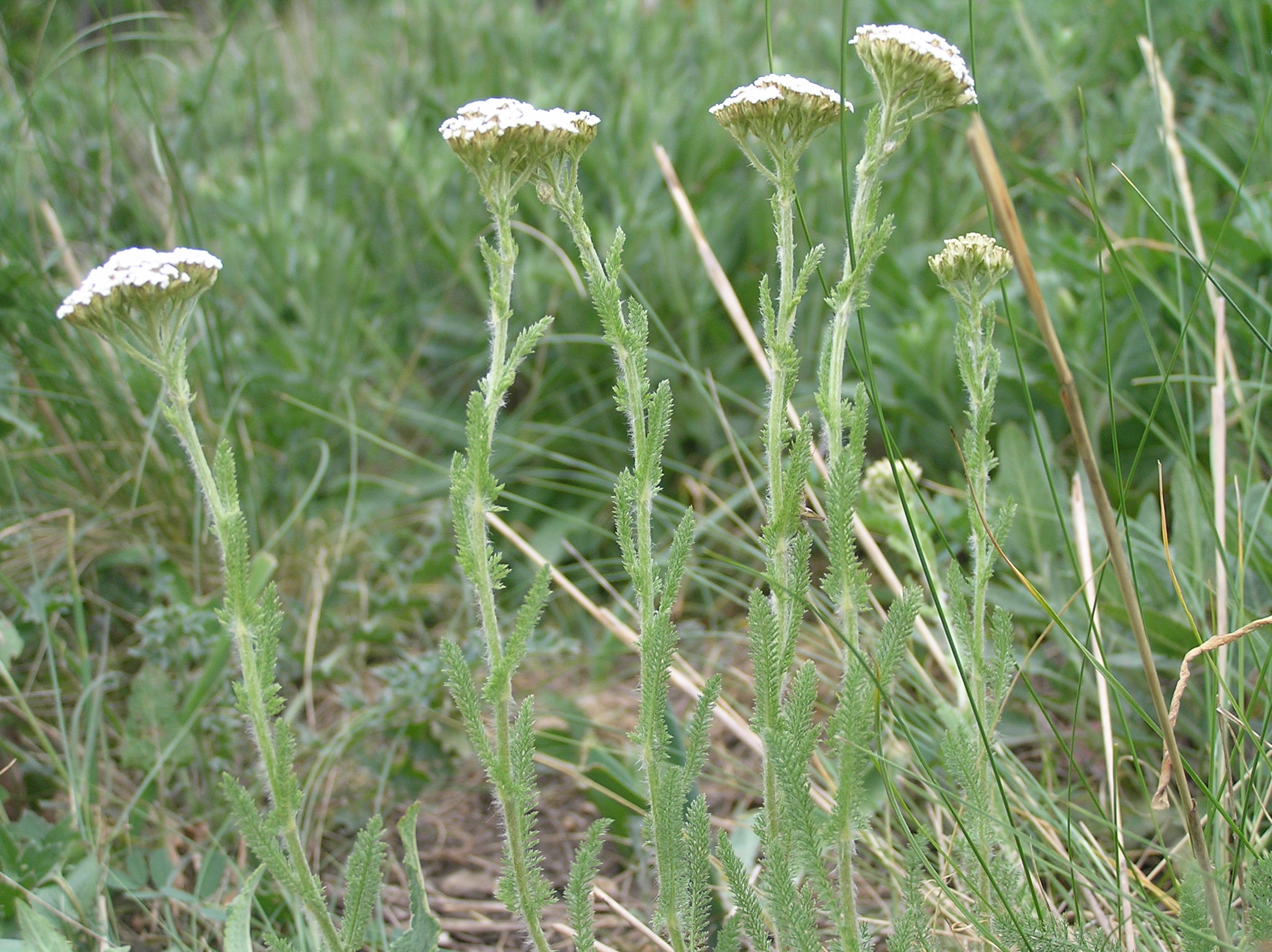
Achillea setacea
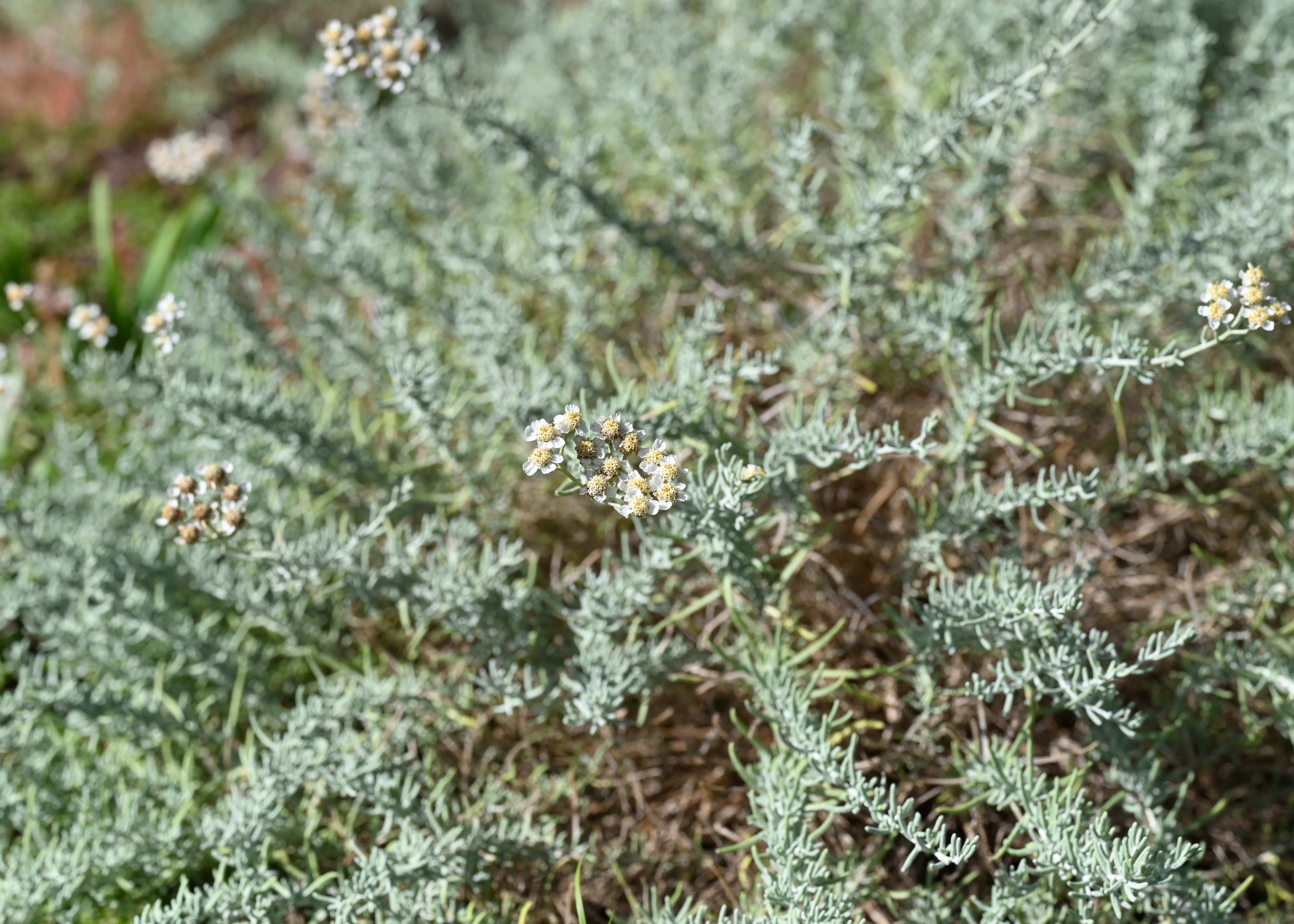
Achillea spinulifolia
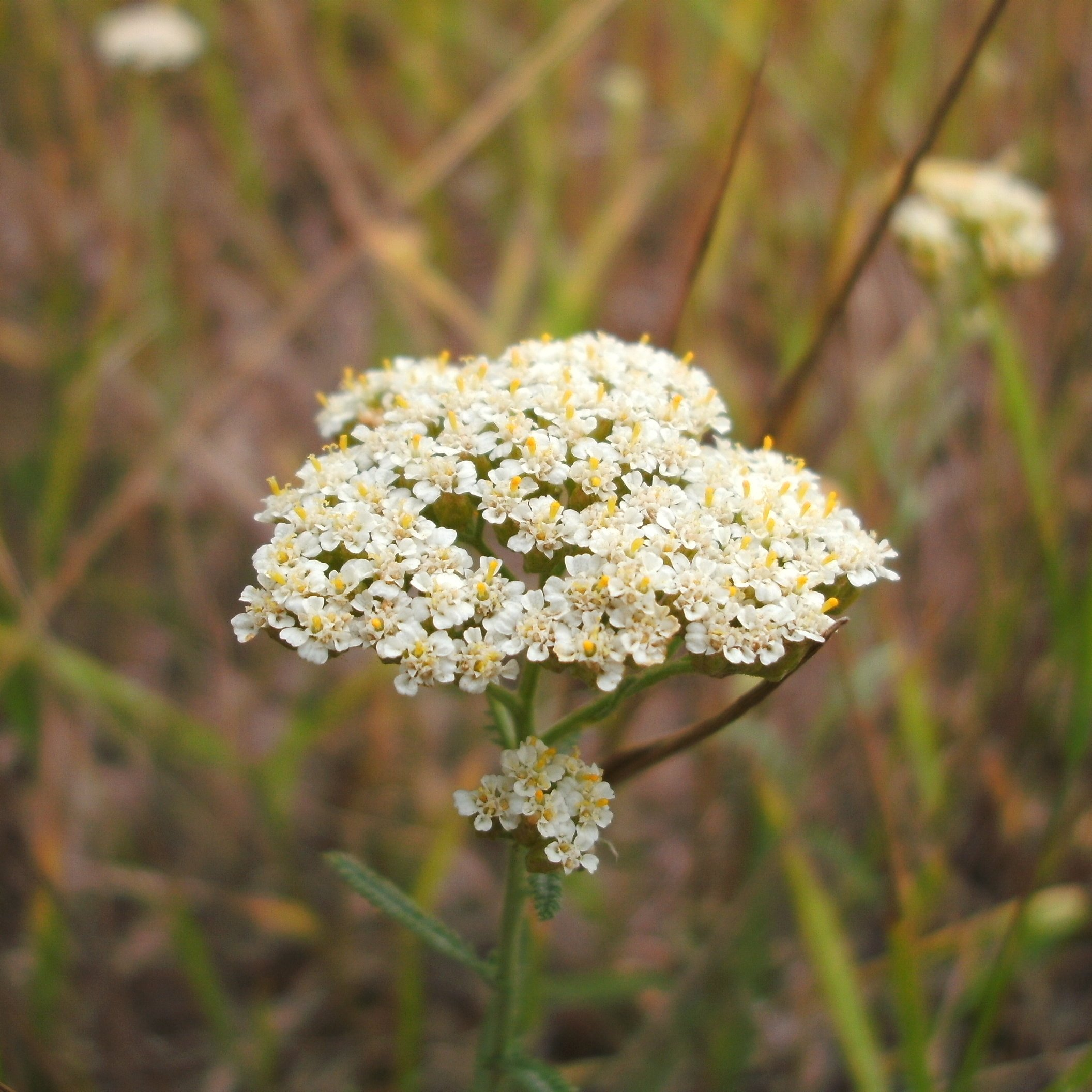
Achillea stepposa

## T
- Achillea talagonica Boiss.
- Achillea taygetea Boiss. & Heldr.
- Achillea tenuifolia Lam.
- Achillea teretifolia Willd.
- Achillea thracica Velen.
- Achillea tianschanica Kupr. & Kulemin
- Achillea tomentosa L.
- Achillea trevidiciana Sennen
- Achillea tuzsonii Ujhelyi

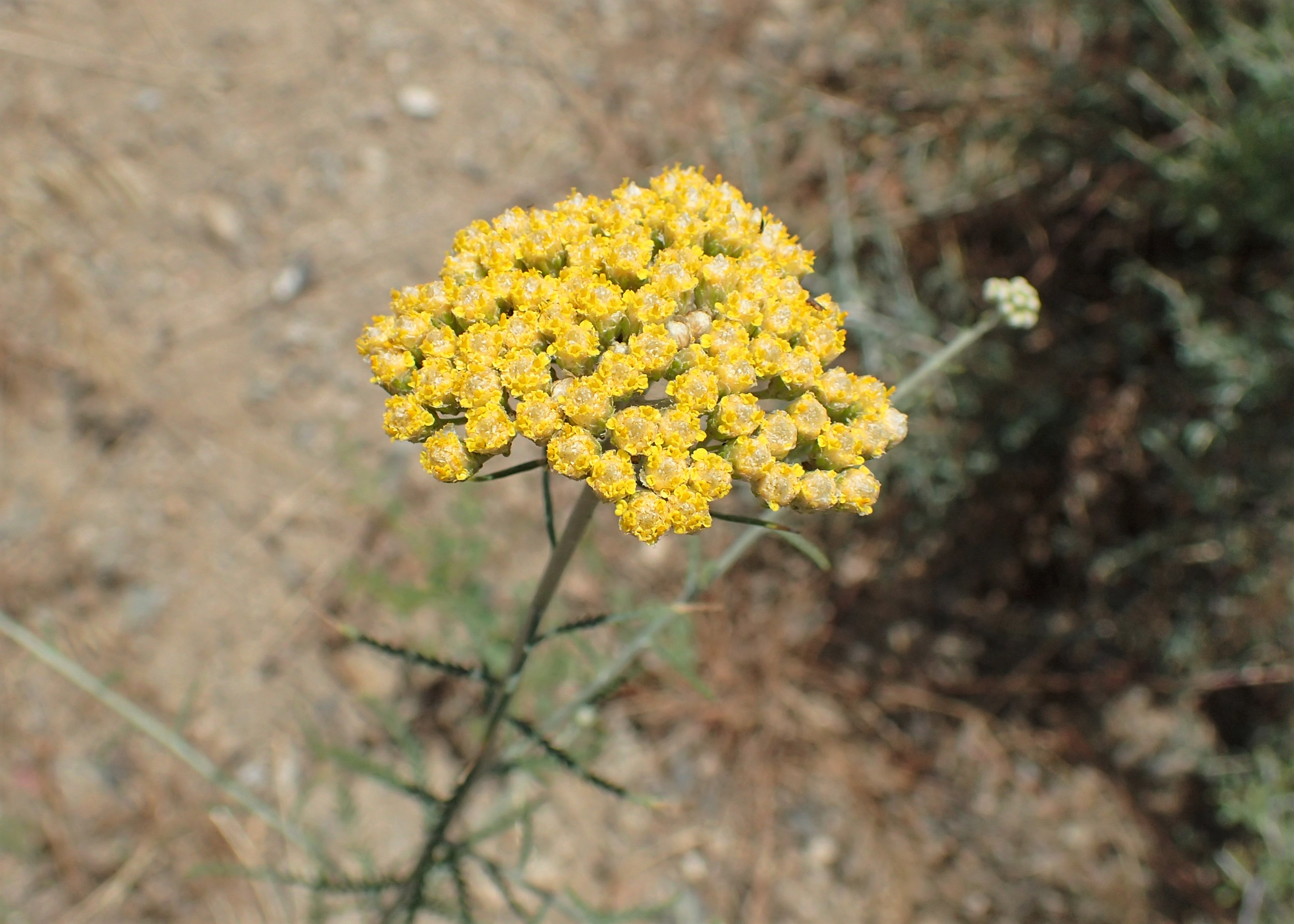
Achillea tenuifolia
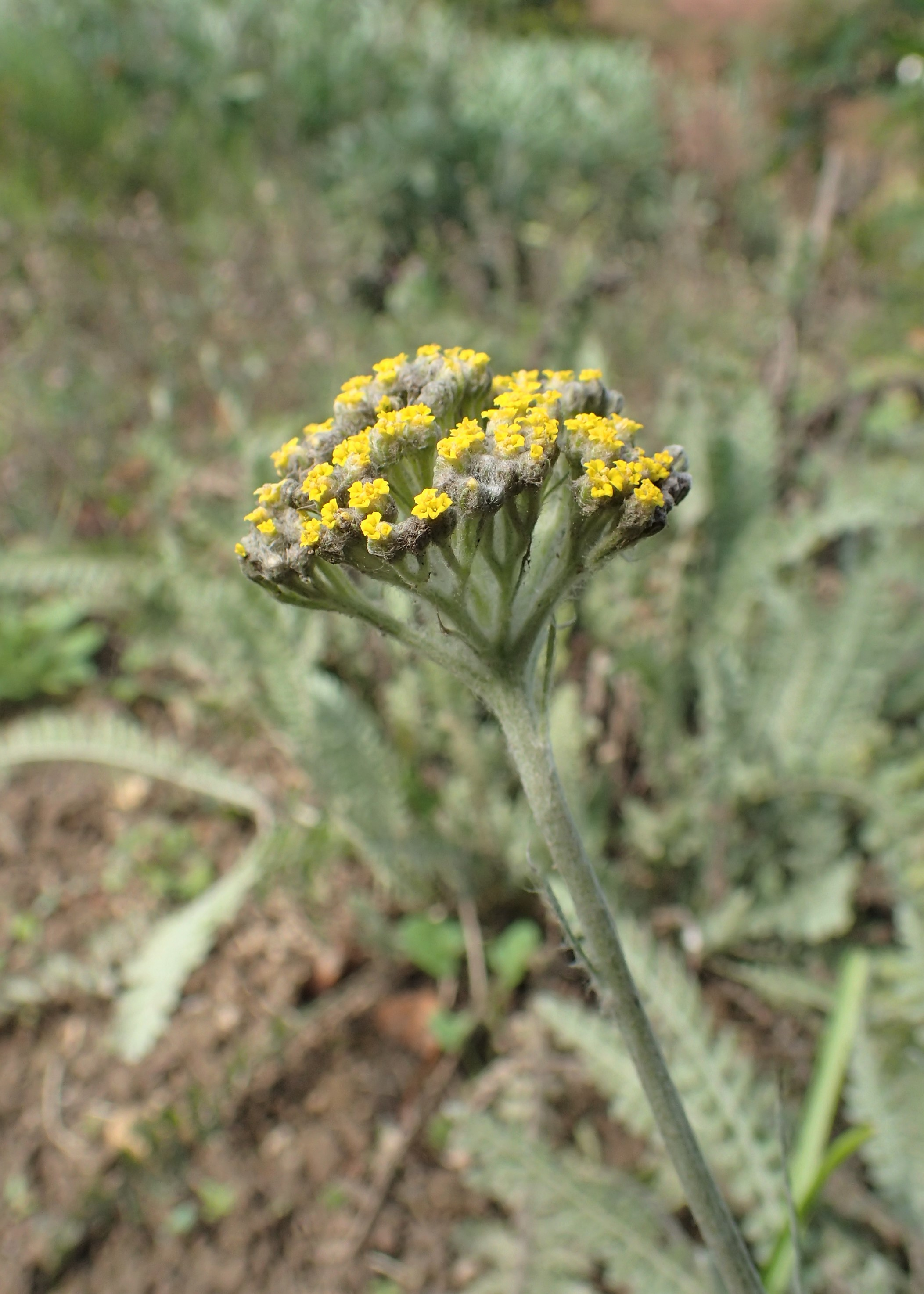
Achillea thracica
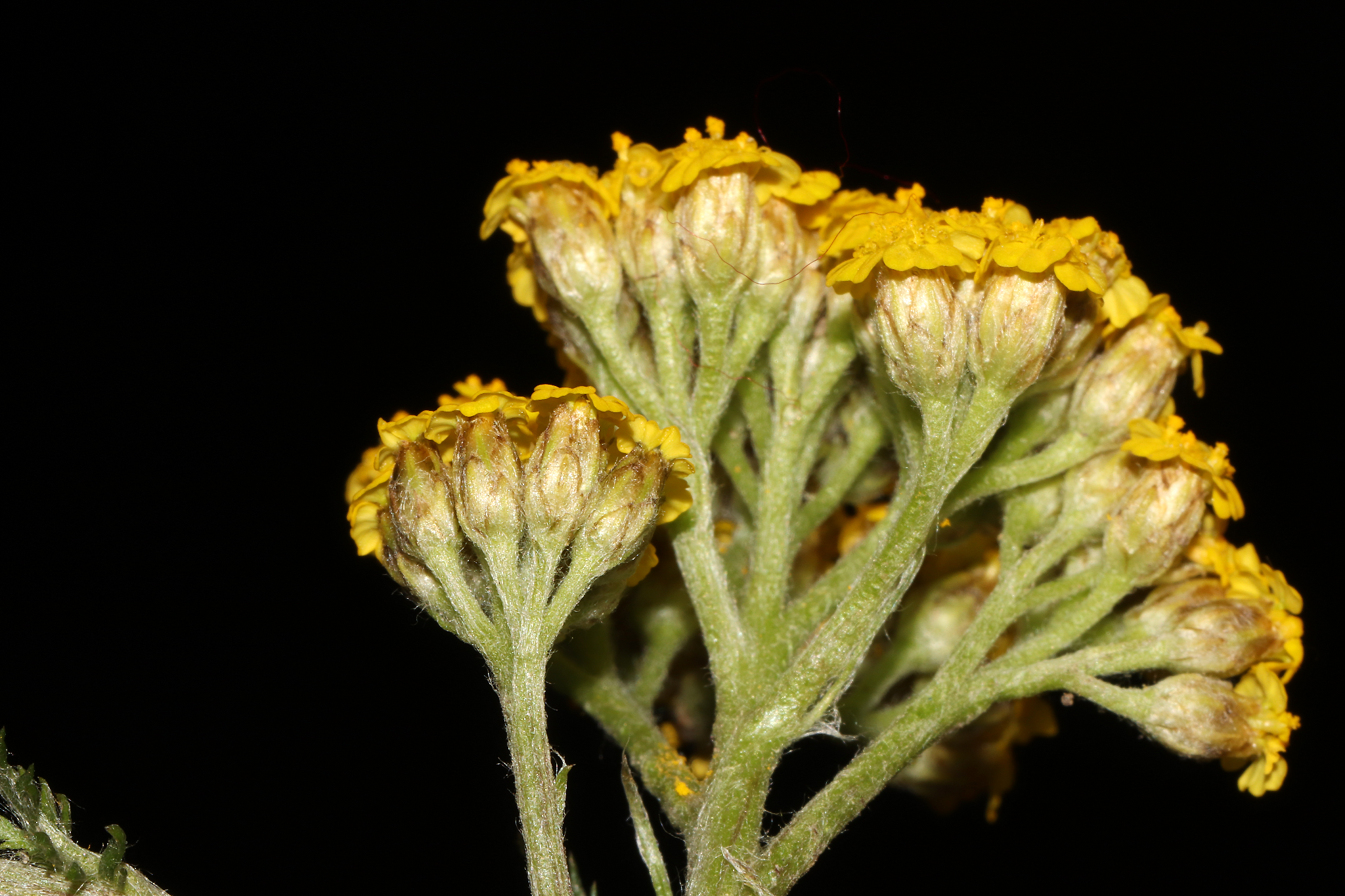
Achillea tomentosa

## U
- Achillea umbellata Sm.

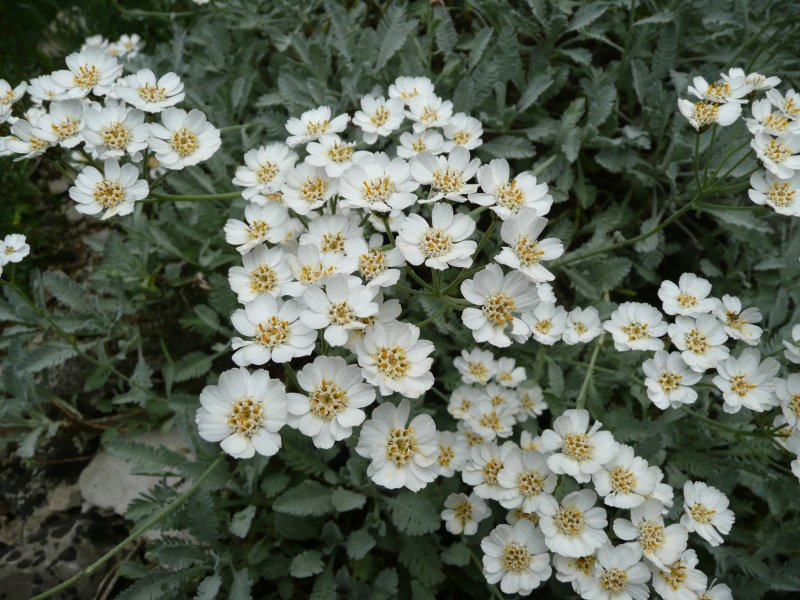
Achillea umbellata

## V
- Achillea vermicularis Trin.
- Achillea virescens (Fenzl) Heimerl

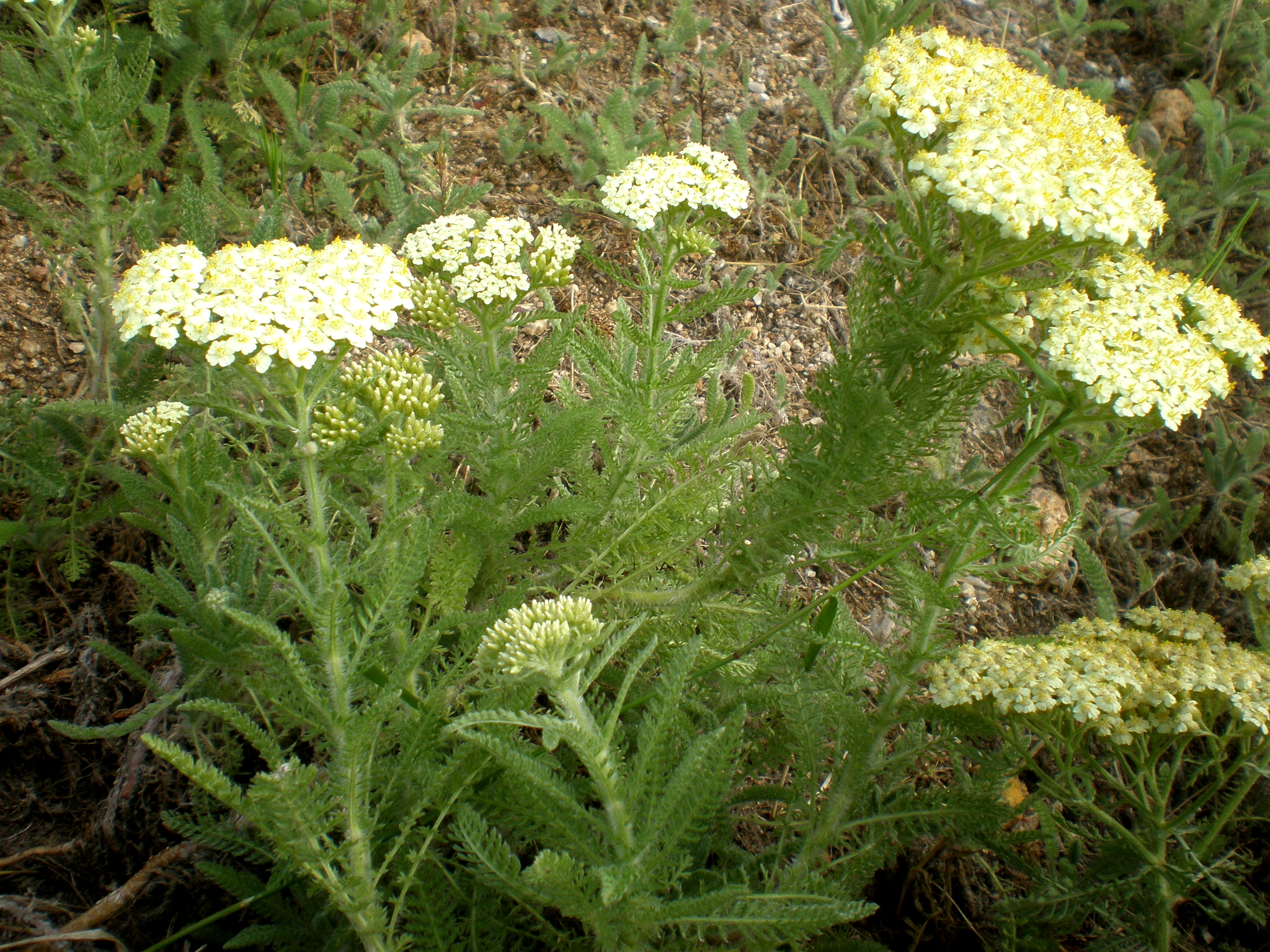
Achillea virescens

## W
- Achillea wilhelmsii K.Koch
- Achillea wilsoniana (Heimerl ex Hand.-Mazz.) Hand.-Mazz.